# 约翰·塞巴斯蒂安·巴赫
約翰·塞巴斯蒂安·巴赫（德語：Johann Sebastian Bach，1685年3月31日［儒略曆3月21日］—1750年7月28日），德意志作曲家及管風琴、大鍵琴、小提琴演奏家，也是巴洛克音樂的集大成者，被認為是西方音乐史上最重要的作曲家之一 。
巴赫出生于神聖羅馬帝國爱森纳赫（位於今德国图林根州）的一个音樂世家，自幼即接受音樂教育。父母亡故後，巴赫遷至奧德洛夫由長兄扶養，生活清苦，15歲時即前往呂訥堡修習學業並自立更生。畢業後巴赫先後在阿恩施塔特和米尔豪森擔任管風琴師（1703年－1708年），往後歷任威瑪（1708年－1717年）與克滕（1717年－1723年）的宮廷樂長，以及萊比錫的教堂音樂總監（1723年－1750年）。
巴赫終生自學作曲不輟，舉凡前人至晚輩的作品，無不研究。他一生极多產，其作品以質量俱佳著稱，除了歌劇，幾乎涉獵了當時所有的曲種，包含清唱劇、受難曲、神劇、經文歌、弥撒曲、聖詠、各種樂器的獨奏曲、組曲、室內樂及協奏曲等等。尽管巴赫没有开创新风格，但他的创作廣納了德、義、法等國的音乐手法，並以娴熟的複调技巧呈現，展現了巴洛克音乐风格的精华與深奧的思想。
但由于音乐轉而追求簡明、輕巧的风格，巴赫的複调音乐在其身後被视为陈腐之物，其成就在數十年內未得到应有的评价，仅仅作为管风琴演奏家與教師而闻名。虽然莫扎特、贝多芬等大作曲家均对巴赫推崇備至，但直到浪漫主义时代，作曲家孟德爾頌於1829年在柏林改編並指揮巴赫的《马太受难曲》，才使樂壇正視巴赫音樂的價值；浪漫早期以后的作曲家也多受巴赫影響。此后數代音樂家對他的作品进行了发掘、研究、整理和推广，巴赫逐渐恢復了崇高的地位。
在2005年德國電視二台票選最偉大的德國人活動中，他排名第六，在20世紀以前的人物中僅次於馬丁·路德與馬克思。

## 家系

### 先人
巴赫家族發源於圖靈根韋希馬爾，是文化史上一個顯赫的音樂世家，在16世紀末至18世紀末產生了至少橫跨七代、超過50位的音樂家；從巴赫的祖輩至孫輩，包揽了从教堂管风琴師到宫廷作曲家、演奏家的职位。以下是按巴赫於1735年撰寫的族譜所簡列的世系說明：
- 高祖父：维特·巴赫（英语：Veit Bach）（約1550年－1619年），一位烘焙師與磨坊工，同時也是業餘音樂家，由他開始了巴赫家族的音樂傳統。
- 曾祖父：約翰內斯·巴赫（約1580年－1626年），家族的第一位職業音樂家。約翰內斯原本從事烘焙，後來才轉而作為城裡的管樂手；他的三個兒子在未來建立了家族的三大分支：
  - 伯祖：小約翰內斯·巴赫（Johannes Bach Ⅲ，爱尔福特家系），曾於施韦因富特、蘇爾及艾爾福特擔任管風琴師。
  - 祖父：克里斯托夫·巴赫（英语：Christoph Bach (musician)）（1613年－1661年），宮廷兼城鎮音樂家。
  - 叔祖：海因里希·巴赫（Heinrich Bach，阿恩施塔特家系），阿恩施塔特的管風琴師，約翰·克里斯托夫·巴赫為其子，巴赫的第一任妻子瑪麗亞·芭芭拉即是其孫女。

1707年，巴赫和他的堂姐玛丽亚·芭芭拉·巴赫（1684年－1720年）结婚，生有七个孩子，四个活到成年：
- 卡特莉娜·多羅特婭（Catharina Dorothea）（1708年－1774年）
- 威廉·弗里德曼·巴赫（W.F. 巴赫）（1710年－1784年）
- 卡尔·菲利普·埃马努埃尔·巴赫（C.P.E. 巴赫）（1714年－1788年）
- 約翰·戈特弗里德·伯恩哈德·巴赫（英语：Johann Gottfried Bernhard Bach）（J.G.B. 巴赫）（1715年－1739年），曾於米尔豪森與桑格豪森擔任管風琴師。

### 子輩
1720年，其配偶芭芭拉去世，1721年巴赫再婚，娶了安娜·玛格达莱娜·巴赫（1701年－1760年），生有十三个孩子，六个活到成年：
- 戈特弗里德·海因里希（Gottfried Heinrich） （1724年－1763年）
- 伊莉莎白·尤利亞娜·弗里德里卡（Elisabeth Juliana Friederica, "Lieschen"）（1726年－1781年）
- 約翰·克里斯多福·弗里德里希·巴赫（J.C.F. 巴赫）（1732年－1795年）
- 約翰·克里斯蒂安·巴赫（J.C. 巴赫）（1735年－1782年）
- 約翰娜·卡罗琳娜（Johanna Carolina）（1737年－1781年）
- 蕾吉娜·蘇珊娜（Regina Susanna）（1742年－1809年）

巴赫共有四個孩子後來成為當時知名的音樂家（芭芭拉和安娜各有兩個），當中對古典時期的建構與發展有重要影響的分別是C.P.E. 巴赫及J.C. 巴赫。

## 生平

### 童年

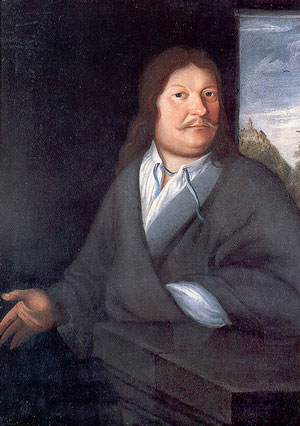
巴赫的父親，約翰·安布羅休斯·巴赫

1685年3月31日（儒略历3月21日），巴赫出生在神聖羅馬帝国艾森納赫。他的父亲約翰·安布羅修斯·巴赫本居住於艾爾福特，1671年才舉家搬遷至艾森納赫。安布羅休斯是镇上的音乐家，也是家族的第四代音樂家，他教導巴赫演奏小提琴和大键琴，巴赫的母親玛利亚·伊丽莎白·莱默希特是馬車伕之女；兩人育有八名子女，巴赫排行最小。巴赫的伯父约翰·克里斯托夫·巴赫，也是其父親的雙胞胎兄弟，教導了巴赫关于管风琴的演奏艺术。
巴赫8歲进入艾森納赫拉丁语学校，開始学习圣经、诗篇及路德宗教义，特别是德语和拉丁语的福音书和使徒书，这里恰好也是兩世紀前马丁·路德的母校。巴赫在校成績不錯，顯然他歌喉很好，由只能唱讚美詩的詩班，升到週日在聖喬治教堂演唱經文歌和清唱劇的詩班。

### 奧德洛夫
巴赫的母亲死于1694年，他的父亲遂於同年11月底再婚，卻在三個月後去世。10岁的巴赫成了孤儿，并住进了位于奧德洛夫的長兄约翰·克里斯托弗·巴赫（與叔叔同名）家裡，由長兄扶養。克里斯多福是一个职业教堂管风琴师，曾師從帕海貝爾，他繼續給予巴赫在艾森納赫便開始的音樂教育；他教導巴赫彈奏大鍵琴，以及其他樂器的基本演奏技巧，還曾帶他參觀鎮上教堂裝設新管風琴的過程，這種種奠定了巴赫未來器樂造詣的基礎。
巴赫也幫忙分擔家計，他的歌喉嘹亮、音域很廣，表演所得的收入相當不錯，但他沒有放棄學習，繼續在奧德洛夫拉丁語學校上課。他還蒐羅一批為數可觀的神學著作，供閒暇時閱讀消遣。
克里斯多福讓巴赫接觸的作品有來自當時南、北德的大作曲家，也有法国人，例如盧利、路易·马尔尚、马兰·马雷，以及義大利人吉罗拉莫·弗雷斯科巴尔第。年轻的巴赫也许观摩学习了这些作曲家的作品。巴赫的手稿表明了他曾经为他哥哥抄总谱，但他的哥哥不鼓勵他这样做，也许是因为觉得这样浪费了他的时间。
後來由於兄嫂又生了一個兒子，克里斯多福的家庭很快便無法繼續扶養巴赫，家族也沒有人能提供他經濟上的援助，巴赫便在15歲時離開奧德洛夫的學校。不過，他由原學校的新任音樂教師埃利亚斯·赫爾達（Elias Herda）那裡聽說，約200哩外的吕讷堡，當地的聖馬可教堂有個專收窮人子弟的少年合唱團，這個團體共同領有一筆津貼，提供團員食宿。而由於赫爾達在介紹信中對巴赫歌喉的讚美，巴赫順利得到教堂許可。

### 呂訥堡

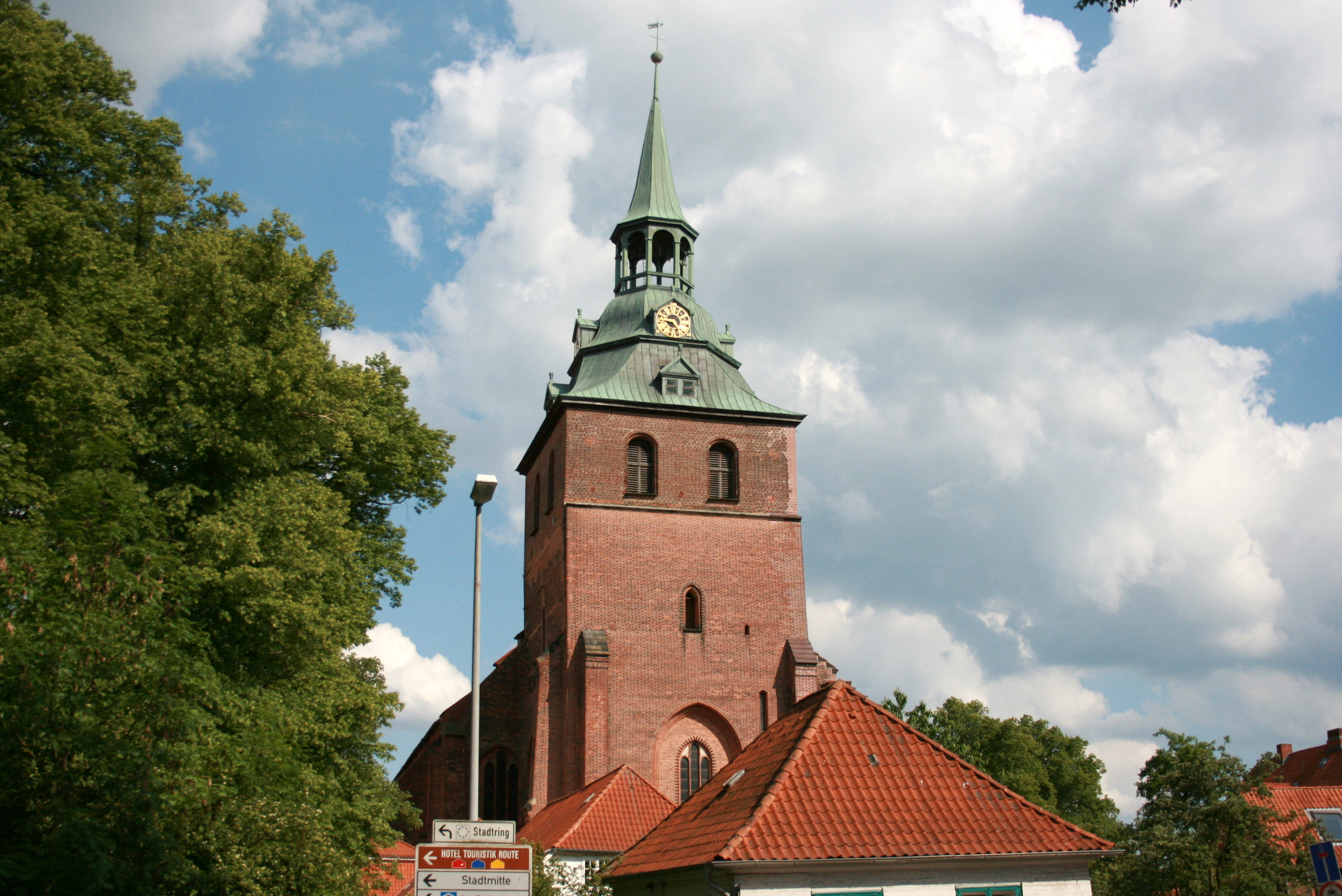
呂訥堡的聖馬可教堂

1700年3月，巴赫與他的好友埃德曼（Georg Erdmann）同行前往呂訥堡。他在聖馬可教堂設立的拉丁語學校繼續學業，並參與教堂的音樂生活。學校裡同樣教授拉丁語、希腊语、邏輯、修辭學和神學。雖然唱詩班成員分到的零用金微薄，但巴赫靠著在婚喪典禮上獻唱及街頭表演的收入，還能勉強維持生活。
除了擁有華麗的建築外，聖馬可教堂的音樂圖書館裡還典藏了自16世紀中期以來豐富的手抄樂譜及印刷版本，曲目超過千首，包含上百位作曲者；擁有如此可觀的樂作收藏，又有優秀的唱詩班，聖馬可發展出精緻的音樂傳統。巴赫在此既聽也唱，朝夕受教會音樂的薰陶；馬丁·路德創作的許多聖詠（Choral）後來給予巴赫創作的啟發並磨練了他和聲的技巧，而這種古老的音樂形式在巴赫未來無數的聲樂作品中得到改良與推廣。
沒多久巴赫也變聲了，但他仍保有教堂的獎學金，且擔任三位器樂師傅的助手，並繼續磨練他畢生最熟練的樂器：小提琴、管風琴、大鍵琴。在這段日子巴赫對樂器結構與特性的知識以及樂器的演奏技巧有了飛躍性的成長。巴赫此時認識了聖約翰教堂的管風琴師格奧爾格·伯姆，伯姆早年即與巴赫家族結識，巴赫早期作品深受其影響。1701年的暑假，巴赫步行30哩到漢堡，聆聽聖凱薩琳教堂的琴師萊茵肯（伯姆的老師）彈奏管風琴，還聽到北日耳曼的著名琴師文森·呂貝克的演奏，這給年輕巴赫帶來強烈震撼，此後他多次舊地重遊。
回到呂訥堡後，巴赫也受到法國文化的洗禮。在聖馬可教堂一所專為貴族子弟附設的學校（Ritterakademie）裡充斥法國傳來的新奇想法：學校裡的學生流行以法語交談、排演法國戲劇並以法國音樂伴奏，還聘請曾受教於盧利，呂訥堡伯爵的樂師薩勒（Thomas de la Salle）擔任舞蹈老師。在旁聽後，巴赫下了不少功夫接近法國文化，尤其是在音樂上。薩勒對巴赫留下深刻的印象，甚至帶他到策勒欣賞管弦樂團和管風琴的演奏，並接觸了如庫普蘭等法國作曲大師的相關作品，這是巴赫音樂兼容並蓄的開端。

### 初到威瑪，阿恩施塔特與慕豪森（1703年－1708年）

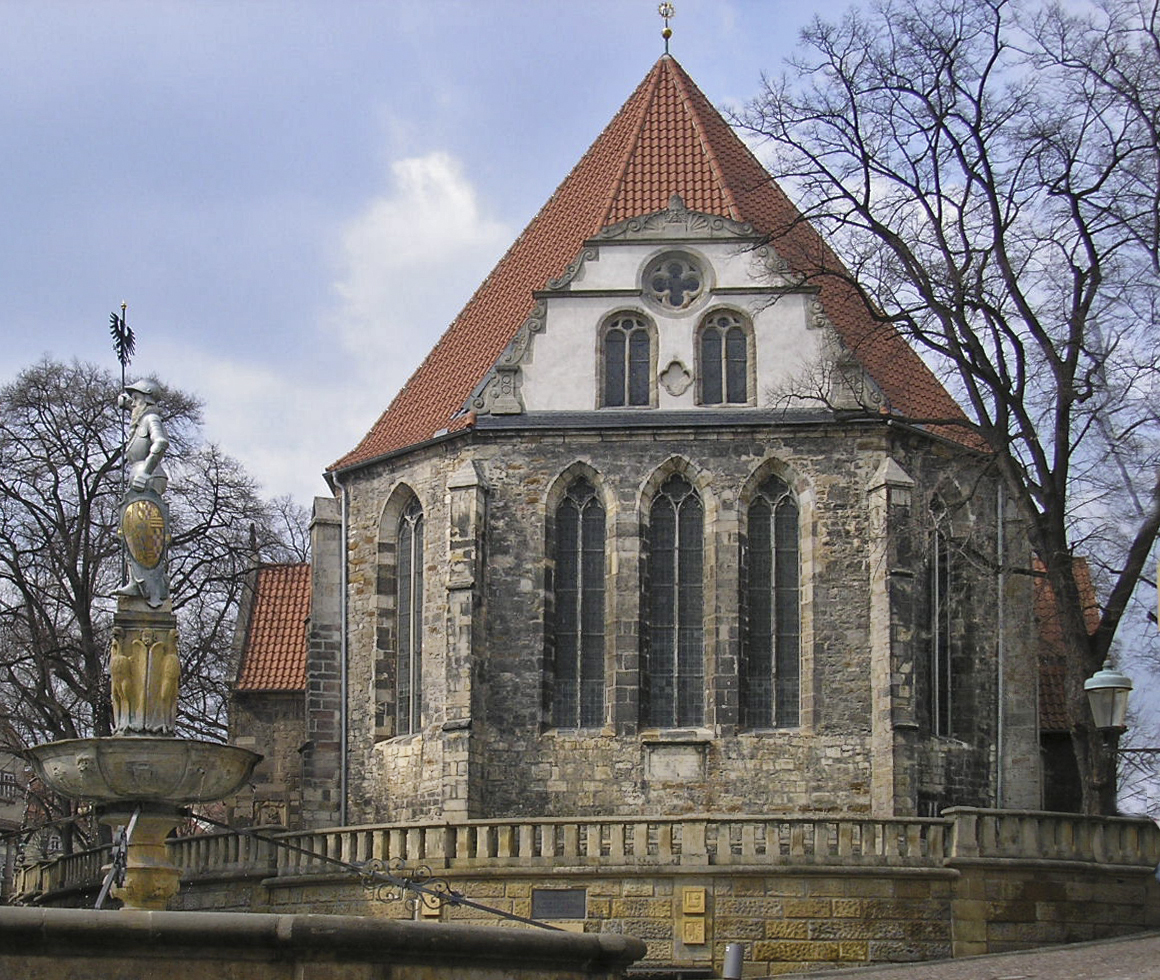
阿恩施塔特的新教堂，後為紀念作曲家改名為「巴赫教堂」

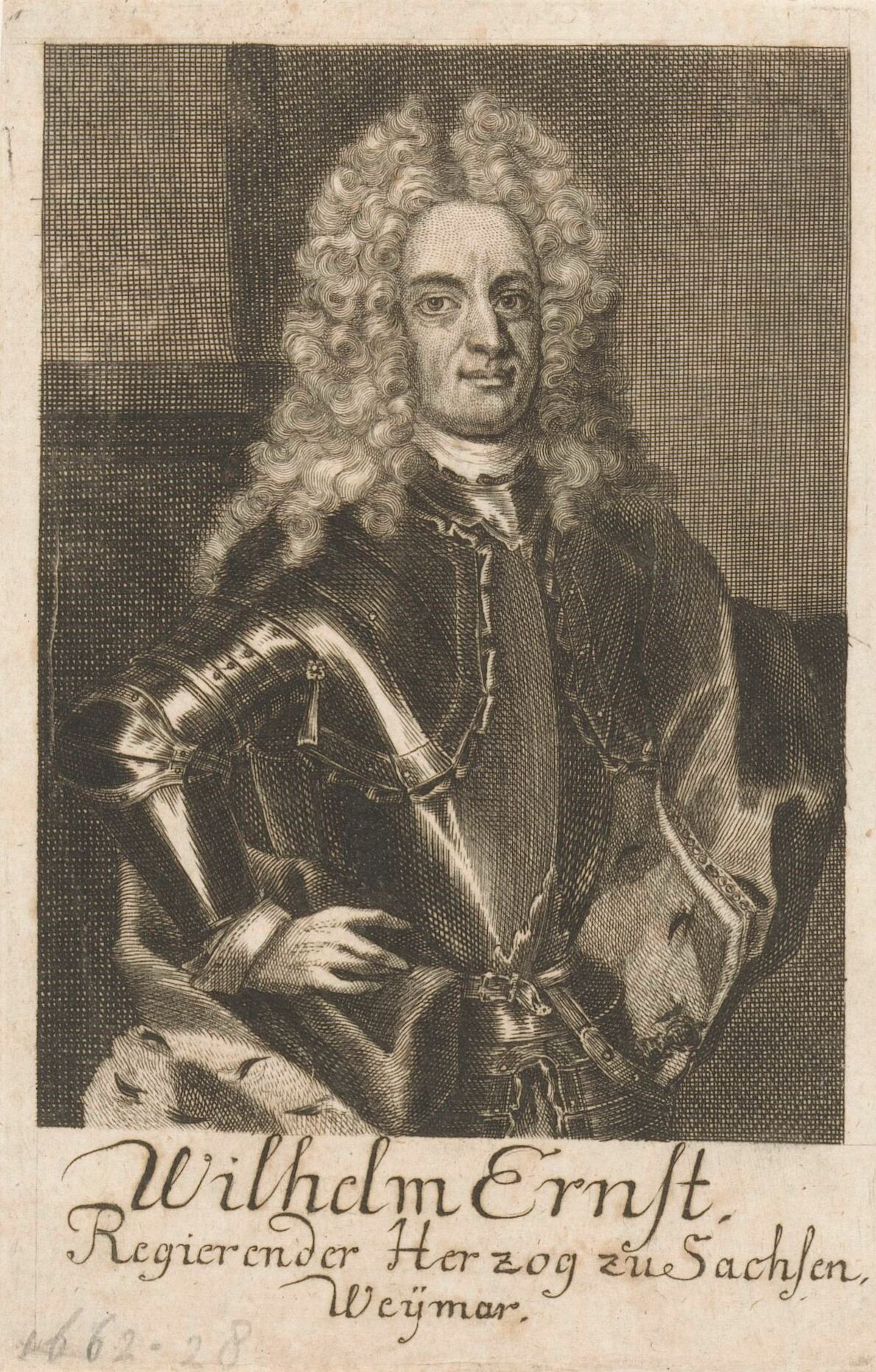
薩克森-威瑪公爵，威廉·恩斯特

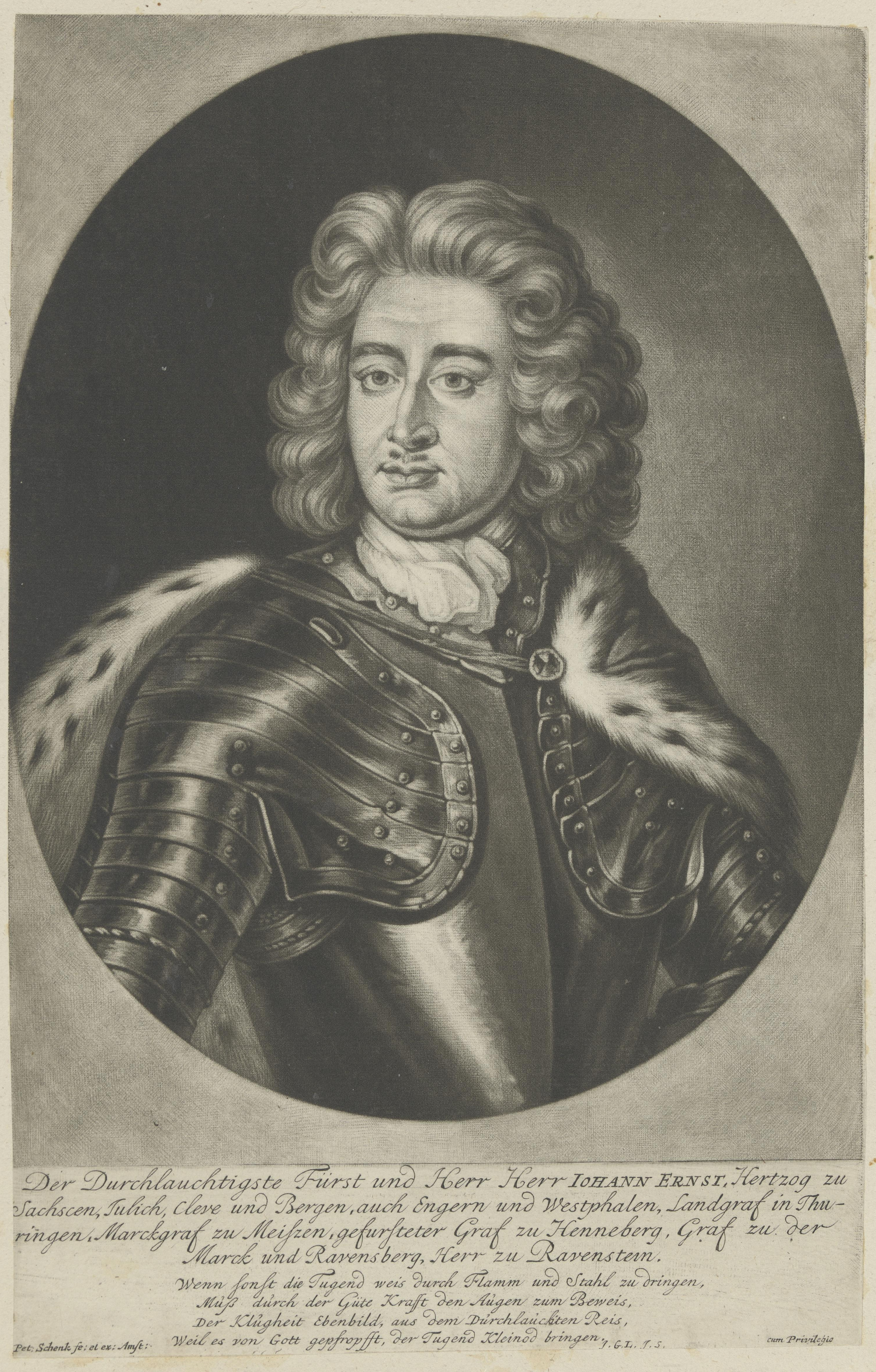
薩克森-威瑪公爵，約翰·恩斯特三世

1703年1月，巴赫从聖馬可毕业，并在應聘一個位於桑格豪森的管风琴師的職位被拒絕後不久，他被薩克森-威瑪的約翰·恩斯特三世（與其兄威廉共治，但無實權）聘為宮廷音樂家，除了在公爵的禮拜堂演奏小提琴與管風琴，也處理一些與音樂無關的僕役工作。巴赫在威瑪工作了七个月，建立了自己作為管風琴家的名聲。
後來巴赫被邀请到阿恩施塔特的新教堂，為其新完工的管風琴作檢查，並舉辦了啟用音樂會。在这个位于魏玛西南约40公里的古老小镇，巴赫家族与当地居民建立着良好往来。1703年8月，他接受了在该教堂的管风琴师的职位，这个工作体面但并不繁重，而且能得到一份不错的薪水；然而雖然未在合約中載明，巴赫仍需兼任拉丁學校唱詩班的領唱者。但良好的环境和熱愛音乐的雇主并没有缓解巴赫和当局之间的紧张关系。巴赫显然是对唱詩班的水平不满，並缺乏成熟度解決相關的爭端，他甚至還與一個名叫蓋耶斯巴赫（Geyersbach）的巴松管手爆發肢體衝突，被寫在1705年8月的法庭記錄裡。
更严重的是，1705年至1706年，他在未经允许的情况下拜訪了著名的风琴师和作曲家布克斯特胡德，並參與他在北德呂貝克聖瑪利亞教堂的音樂會。此次拜訪布克斯特胡德的旅行，來回需要各徒步约400公里，他请了30天的假，却离职四个月，且未通知雇主，这成为他在1706年1月宗教法庭上被指控的“罪状”之一。这趟超过预期计划时间的旅程，强化了布克斯特胡德对巴赫早期风格的影响，也顯示了在巴赫心目中布克斯特胡德的重要性。從呂貝克返回的巴赫還帶來了許多新奇的演奏想法，例如自由花俏的和弦與裝飾音、不定性的轉調與變奏等等，導致教友難以辨清聖詠旋律。這些時人看來「怪異」的做法引發了投訴，教會當局在1706年2月及11月給予巴赫警告，但巴赫不是很在意。
1706年末巴赫嘗試角逐米尔豪森布拉修斯教堂的風琴師职位，並在1707年的復活節試奏後得到該份工作。在那裡有更好的薪酬、更高的地位，而且最重要的是有更好的唱诗班。同年10月，和他的第二代堂姐玛利亚·芭芭拉·巴赫结婚。巴赫此時已是經驗豐富的管風琴師，負責監督教堂受損樂器的修復工作。在巴赫檢查過布拉修斯教堂的管風琴後，他提議將之翻新，雖然費用昂貴，但教堂和米尔豪森市政府都予以核准。巴赫也为1708年的新议会就職典禮創作了清唱劇, BWV 71《上帝是我的國王》，此作於同年付梓，除了是巴赫最早付梓的作品，也是他傳世的清唱劇中唯一在其生前印刷出版者。
儘管巴赫音樂造詣出眾，他在慕豪森仍遇到一些問題——神學思想的爭議。教堂的牧師弗羅內（J. A. Frohne）是虔信派信徒，擔憂在儀式中過度使用音樂藝術的話，會增加世俗的誘惑。教堂的前任管風琴師又是保守音樂風格的捍衛者，巴赫創新的音樂風格自然不太受歡迎，當地人將巴赫的革新樂風冠上「世俗化」、「野蠻」等字眼。

### 威瑪（1708年－1717年）
巴赫在這樣的背景下沒有發揮才華的空間，而這時他又接到來自威瑪的邀請。威廉·恩斯特公爵想聘巴赫擔任宮廷樂師及管風琴師，取代年老體衰的约翰·埃弗勒（Johann Effler），並為他寫作大量的禮拜音樂。1708年6月，巴赫前往威瑪通過試奏後便寫信辭職。縱然如此，巴赫還是與慕豪森維持不錯的關係，仍繼續監督聖布拉修斯教堂的管風琴修復工程。
到了威瑪，巴赫薪資一夜倍增，在慕豪森的問題不復存在，因為公爵是虔誠的路德派信徒，同時熱愛音樂，但其處理政事卻是相當獨裁，所幸公爵未將他的意願強加在巴赫的創作上。巴赫在威瑪的地位不但崇高，且有充分空間發展他對「完善規範的教堂音樂」的想法，因為公爵不容許如慕豪森的宗教理念衝突上演。
巴赫乍到威瑪其妻芭芭拉便生下長女卡特莉娜·多erina Dorothea Bach）；兩年後，1710年11月，長男威廉·弗里德曼·巴赫（W.F. 巴赫）出生；三年後，芭芭拉生下一對雙胞胎，早夭；1714年3月，卡爾·菲利浦·艾曼紐·巴赫（C.P.E. 巴赫，其教父為泰勒曼）出生。W.F. 巴赫與C.P.E. 巴赫後來成為著名音樂家。
威瑪宮廷禮拜堂裝置的管風琴，儘管才剛剛更新過，但巴赫仍說服公爵裝置一套鐘組，後來乾脆要求重新裝修。巴赫的名聲因著他對樂器的瞭解與精湛的演奏技巧而逐漸遠播，鄰近城市經常聘請他檢查損壞的樂器或演奏管風琴。1713年，當哈雷的管風琴師出缺時，巴赫再度想要換個環境；而哈雷教堂當局馬上對這個提議感興趣，他們草擬了一份要求頗多的合約，但薪水始終令巴赫不滿意。當巴赫在考慮哈雷的職缺時，公爵再度給他加薪，加強了巴赫續留威瑪的決心；這令哈雷當局很惱火，指責巴赫以哈雷的機會為籌碼，迫使老東家加薪挽留，但巴赫回信否認。如同在慕豪森一般，巴赫依舊與哈雷保持好的關係，後來哈雷的新管風琴於1716年完成時，巴赫也受邀前往試奏，並得到皇家級的禮遇。
1714年，巴赫升為副樂長，也就是樂團首席（Konzertmeister），有責每個月提供一齣清唱劇，到1716年為止，他創作了約一個禮儀年的清唱劇；而時任樂長的兒子约翰·威廉·德雷西（Johann Wilhelm Drese）負責宮廷裡的一切世俗音樂。另外，此階段巴赫的管風琴曲創作量居各階段之冠，作品也臻至成熟，他成為歐洲最具代表性的管風琴演奏家兼作曲家。他的演奏之高妙，很快便染上傳奇色彩，與巴赫同時代的某人在聆聽完他在卡塞爾為皇太子（未來的腓特烈·威廉一世）的演奏後寫道：
「他的雙腳彷彿長了翅膀般在腳踏板上飛馳，有力的音符如雷般響遍整個教堂，太子對巴赫的神技讚嘆不已，一曲既畢，餘音尚繞樑之際，便脫下指上所戴著的寶石戒指，送給巴赫。」

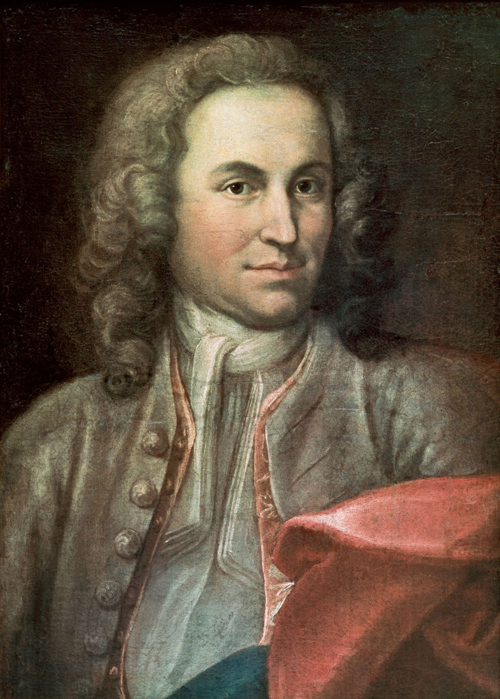
約1715年的巴赫肖像畫（畫中的人有爭議）

在威瑪的時日，巴哈還領導一批訓練有素的歌者和樂手，這是一個小型的巴洛克式樂團，而他自己則演奏小提琴帶領整個樂團，因此在作曲之餘還能培養指揮經驗。同時地，巴赫仍對其他音樂家的作品非常感興趣並苦心鑽研，音樂先進國義大利作曲家（柯賴里、托雷里、韋瓦第等人）的作品尤其得到他的青睞並對他產生深刻的影響。巴赫吸收了義大利的交奏曲式（ritornello form）與返始（da capo）的手法，並輔以本土的對位法特質，使他在創作時更注重主題和樂曲的簡化，屬於他自己的音樂正在形成。
在有名的音樂收藏家與業餘作曲家約翰·恩斯特王子（酗酒者約翰之子）的影響下（可能透過他收藏的作品），巴赫改編了許多作曲家（韋瓦第、泰雷曼、馬切羅兄弟、恩斯特王子本人）的作品為鍵盤獨奏曲（收錄於BWV 592-596, 972-987），而此時對他最有影響的是威尼斯樂派的韋瓦第。不斷的學習使巴赫的作品愈趨成熟，擺脫了他過去曾讓聽眾困惑的複雜風格，同時往他門下求教的學生也日益增多。在威瑪的九年當中，巴赫寫出許多傑出的管風琴作品。
後來巴赫又陷入與他毫不相關的爭論中。公爵的繼承人，也就是他的姪子恩斯特·奧古斯都，亦是性格獨斷之人，與公爵行事作風大不相同，兩人經常發生爭執。他們的部屬處境為難，尤其是巴赫，他一直負責教導奧古斯都彈琴。當公爵耗盡耐性後，他宣布禁止所有樂師為他姪子演奏，而巴赫卻無視了命令。公爵疑似藉機報復，1716年12月，當樂長老德雷西逝世時，他忽略巴赫而聘任才華遜色許多的小德雷西。巴赫可能是為表達對此事的不滿，從此停止寫作清唱劇。
可這回他對奧古斯都的友誼卻有了實質的回報。奧古斯都在1716年與安哈特-柯騰的領主利奧波德王子的妹妹聯姻，當柯騰的宮廷指揮辭職後，利奧波德自然而然想到雇用巴赫。而巴赫也對新的工作機會滿懷憧憬，於1717年8月接受王子的邀請，支領薪水後不久便決定舉家遷至柯騰。清楚巴赫才華的威瑪公爵知道他與奧古斯都及利奧波德的交往，拒絕接受他的辭呈，但巴赫死纏爛打，公爵便軟禁了巴赫將近一個月才釋放他。12月，巴赫終獲自由，便啟程前往柯騰，追尋事業的另一個起點。

### 柯騰（1717年－1723年）

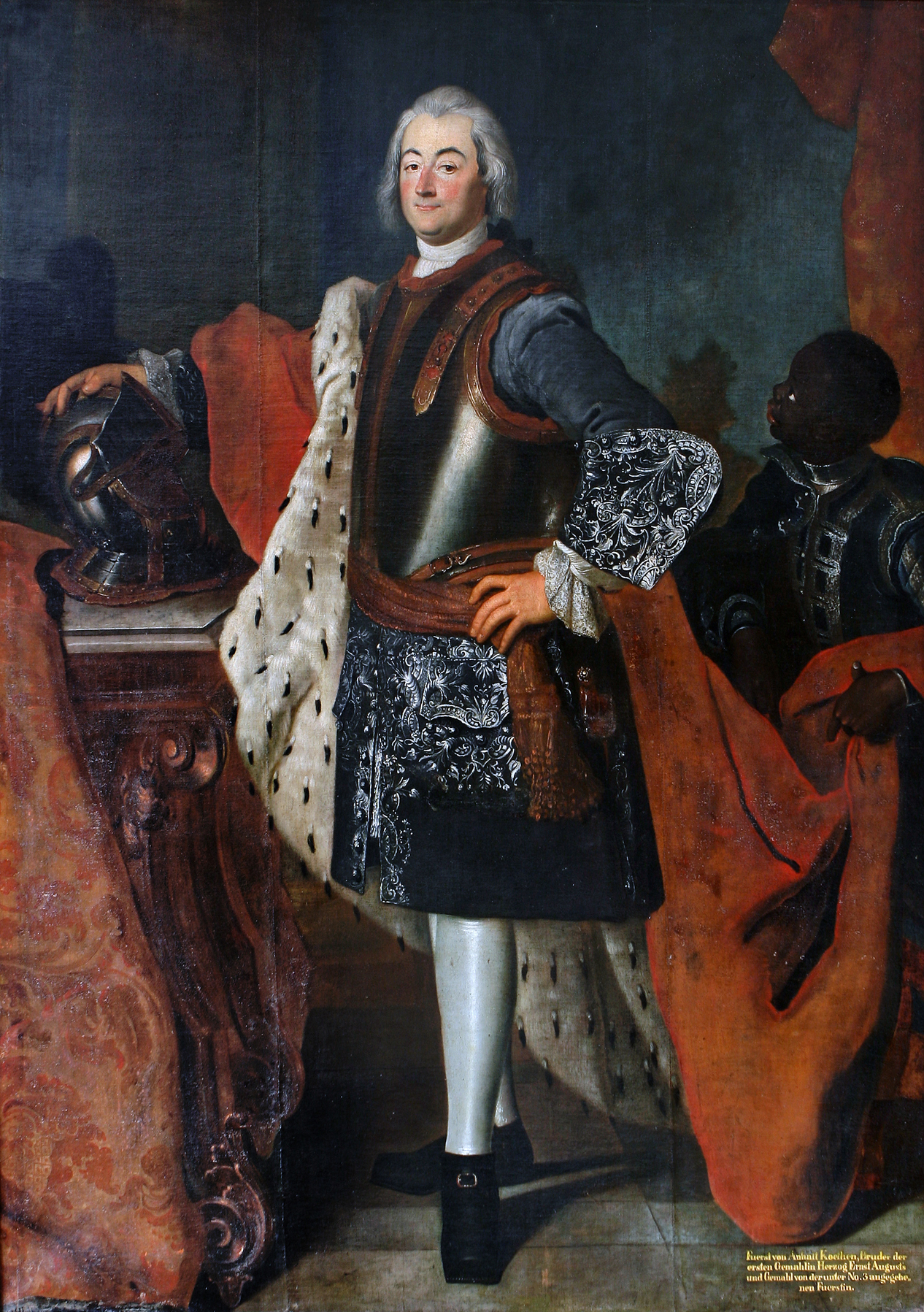
利奧波德親王

利奧波德親王比巴赫年輕，頗有音樂素養，能奏多種樂器。但他是歸正宗的信徒，禮拜儀式中僅使用簡單的聖詠，這意味著宮廷樂師主要負責世俗音樂，著重器樂，而非教會音樂或管風琴曲。這對巴赫的創作而言是個大轉向，不過這樣的挑戰在未來也同時是巴赫進化的動力。
巴赫在柯騰擔任宮廷樂長，即樂團指揮（Kapellmeister），這個職位備受尊敬，且薪水高達400塔勒（日耳曼各邦的貨幣購買力不盡相同，巴赫薪水在此相當於朝廷高官）。王子21歲接掌宮廷後，致力恢復宮廷裡的音樂風氣，雇用的樂師從三名增至十七名，因此巴赫上任時接管的便是一個訓練有素的樂隊。王子懂音樂且待巴赫親切有禮。巴赫遇上一群優異的音樂家和識才的東主，激盪出大量出色的樂曲，尤其是器樂。此时期是巴赫一生中較未受干扰的时期，而從創作內容來看，巴赫已邁入他自己的成熟階段。
就在巴赫到了柯騰沒多久，他再一次錯失與韓德爾見面的機會。韓德爾原先已在英國定居，但在1719年他回到日耳曼尋找優秀的歌手，並回到哈雷探視母親，而哈雷離柯騰僅有20哩路程。巴赫一聽說韓德爾返鄉的消息，便立即兼程趕路去哈雷，希望能與之見上一面，遺憾的是韓德爾已返回英國。
巴赫在這段時間發覺他的長子威廉有優異的音樂稟賦，於是決定盡力栽培他。巴赫寫作《給W.F. 巴赫的鍵盤小冊》即是贈與他的長子，內容井然有序的教導年幼的孩子彈奏鍵盤樂器，從說明音譜記號開始，帶領初學者由基本曲目一路登堂入室，直到領略較高深的作品。而這本書其實也包含了部分的《平均律鍵盤曲集》和全套的《二聲部與三聲部創意曲》；全書不僅是訓練技巧，曲目的結構與聆賞性也有高度水準。

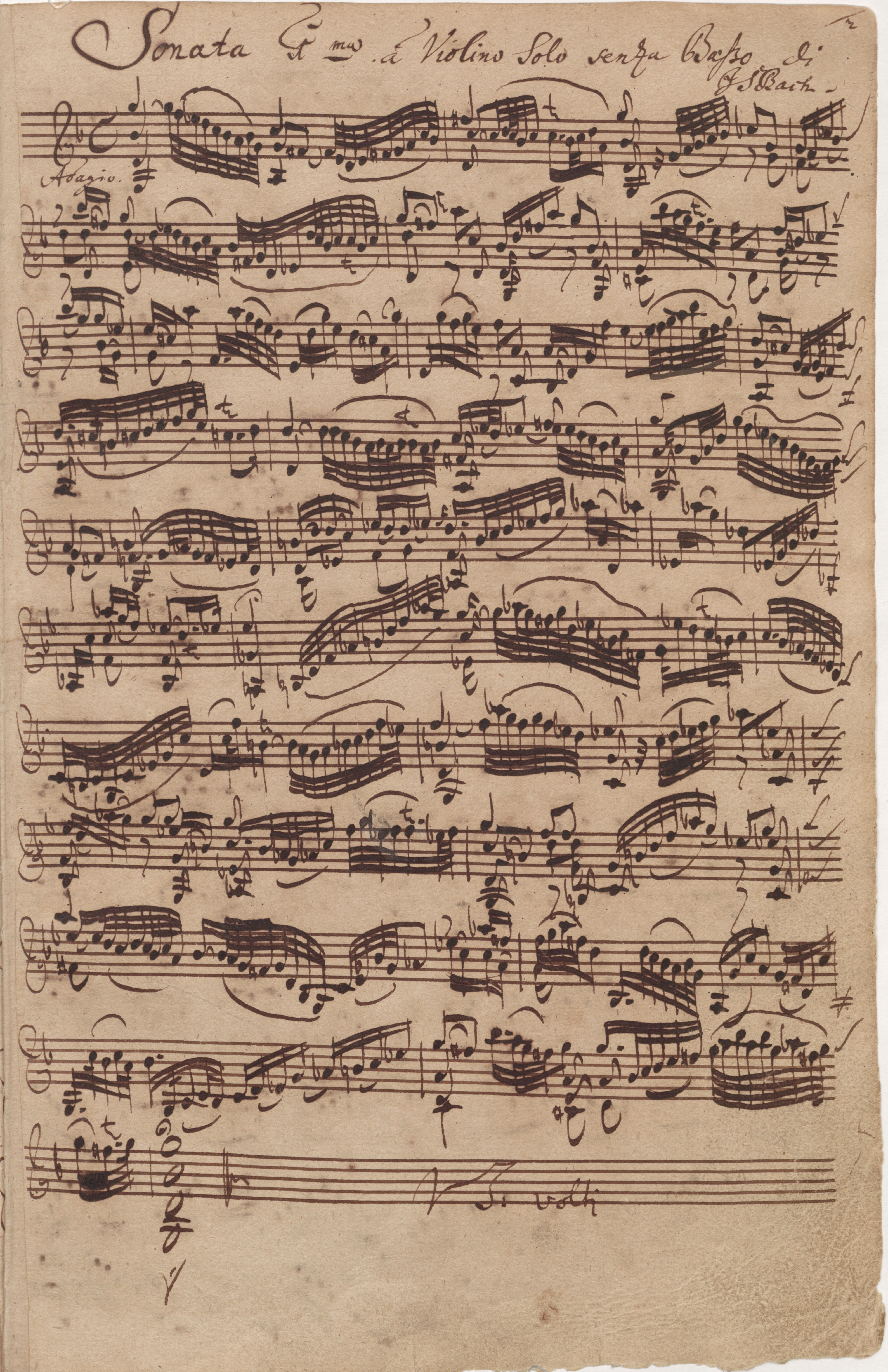
第一號無伴奏小提琴奏鳴曲之手稿

然而，1720年5月，巴赫和王子一同前往卡爾斯巴德（今捷克卡罗维发利）溫泉療養地，7月回到柯騰時，妻子芭芭拉不幸離世，留下四個小孩。同年漢堡的圣雅各教堂邀請巴赫角逐管風琴師的職位，巴赫不禁心動並登程赴會，雖然他因為柯騰的事務沒能在指定日期試奏，但他精湛的琴藝漢堡市民有目共睹，並博得大師萊茵肯的讚美。但後人不太清楚為何巴赫沒有得到漢堡的職位，當局似乎很有意要聘請他，但漢堡有個不成文的陋規，即某些特定職位的合格人選必須付一筆錢才能取得職位，巴赫顯然無法忍受。
1721年3月，他將精心創作的六首管弦樂協奏曲獻給布蘭登堡總督克里斯蒂安·路德維希 (布蘭登堡-施韋特)，推測應該是巴赫在卡爾斯巴德遇到總督時，接受其委託而獻上的，雖然公爵未曾演出過它，但事實上這套作品已先在柯騰宮廷演奏過了，此即著名的《布蘭登堡協奏曲》。巴赫在柯騰時期之前沒有機會與足夠資源（完善的管弦樂團）創作協奏曲，此時正能全心發揮。在此期間巴赫也創作了著名的無伴奏小提琴奏鳴曲與組曲、無伴奏大提琴組曲、《平均律鍵盤曲集》的第一部分（24首）。
芭芭拉去世17個月後，1721年12月，巴赫再婚，娶年僅20歲的安娜·玛格达莱娜·巴赫（原姓Wilcken）为妻，她的父親是位宮廷小號手，母親也具音樂背景，她本人則是歌手，薪水有巴赫的一半。安娜與巴赫的孩子中包含後來也成為知名音樂家的約翰·克里斯多福·弗里德里希·巴赫（J.C.F. 巴赫）及約翰·克里斯蒂安·巴赫（J.C. 巴赫）。巴赫夫妻倆感情深厚，同為專業音樂家的身分也使他們更為親近，兩人的好感情可由他們共同完成的兩本《給安娜的筆記本》看出，此筆記本包含了《法國組曲》的前五首與《鍵盤組曲》的第三、六首。
然而巴赫再婚後一星期，利奧波德王子與他的堂妹弗里德里卡·亨丽埃塔（Friederica Henrietta）成婚。除了是公主對音樂不感興趣，也可能是因為柯騰軍費吃緊，導致王子裁減了樂團，音樂漸不復為柯騰宮廷的基調，巴赫愈發覺得在這裡難以容身。後來他也許再度發覺自己的志趣是做個教堂樂師，也許是為了兒子的教育規劃，巴赫開始為下一步打算。

### 莱比锡（1723年－）

#### J.H. 厄內斯提校長時期（1723年－1729年）

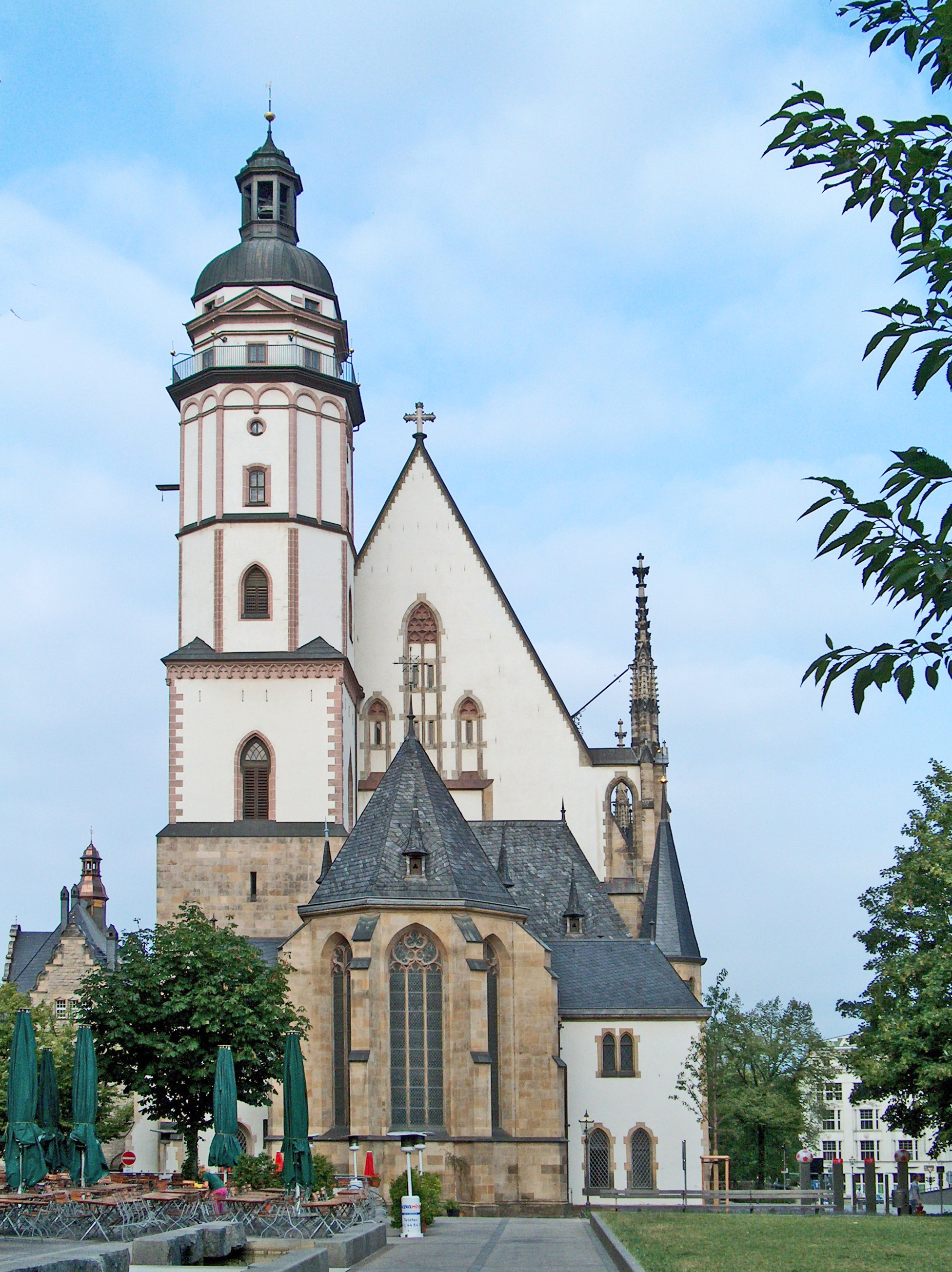
聖多瑪斯教堂

1722年6月，莱比锡圣多瑪斯教堂音樂指揮庫瑙在擔任了該職務21年後逝世。市議會討論繼任人選時首先想到泰勒曼，他剛受聘為漢堡的樂長，由於他曾於萊比錫擔任管風琴師，市民相當推崇此決議。但泰勒曼卻以與萊比錫的合同要挾漢堡當局為他加薪，市議會撲了空。此前巴赫並未申請這個職位，因為他和泰勒曼是舊識。稍後巴赫應徵時，與其競爭者有四人，包括聖多瑪斯學校的校友，現任達姆城宮廷樂師的格勞普納。中選者是格勞普納，但他因為東主不肯放人且予以加薪挽留，於1723年5月放棄萊比錫的職務後舉薦巴赫。
當局願意聘用巴赫，但態度較消極。他們並不看重巴赫的管風琴技藝，因為指揮不需要這項技能；而巴赫的作品大多未出版，當局不清楚他在作曲上的才華；知名度方面，巴赫在當時當地仍差了泰勒曼與格勞普納一截；且巴赫沒有正式學歷，當局對此相當看重。儘管巴赫已是音樂全才，卻難獲得學院肯定。當局擔心舊事重演，要求巴赫先得到公爵的免職書。得到許可後，巴赫便申請該職務並獲選。而當選後巴赫還得簽署許多文件和通過神學測驗，確認其思想沒有問題才能上任，但耗時之長、手續繁瑣以及數名議員曾反對聘用巴赫，種種跡象都顯示巴赫過去的經歷仍被當局所質疑。
聖多瑪斯教堂唱詩班指揮（也身兼聖多瑪斯合唱學校的音樂教職，因為學校為教堂提供儀式的歌者）相當於萊比錫全城大小教堂的音樂總監，在新教德國的地位甚為重要；當地路德教派興盛，長久以來擔任此職務者莫不是備受景仰的音樂家。但這個職務也不好勝任，雖直屬於薩克森選侯，仍須服從學校、市議會和教堂當局等上級官僚；市議會科層嚴密，教堂則有權管理一切宗教儀式，神學和音樂都在管轄之列。而新職位的起薪還不到巴赫在柯騰的四分之一，這些得另外仰仗婚喪、教學的酬勞才補得過來。巴赫的選擇主要基於兩個因素：萊比錫有圣托马斯学校與名聲顯赫的萊比錫大學，可以提供他的兒子良好教育；而巴赫自己似乎也有心在教堂音樂上繼續深造。6月巴赫正式就職，他讓他的三個兒子進入聖多瑪斯學校就學，並都加入唱詩班。但是巴赫發現學校狀況不甚理想，學生人數多到不堪負荷，年邁的校長J.H. 厄內斯提對學生與老師難以管束，且學校硬體設施貧乏，加上作息刻板，學生生活品質惡劣。此時巴赫的家庭暫居於校舍中。

巴赫在萊比錫使用的圖章。由他的名字簡寫JSB鏡射組合而成，上方的皇冠示其為宮廷作曲家

遺憾的是，在巴赫舉家遷往萊比錫之前，利奧波德王子年輕的妻子卻去世了，但巴赫沒有回心轉意。儘管王子沒有慰留巴赫，他和王子的情誼並未因此改變，巴赫經常回到柯騰演奏音樂，並保有其宮廷樂長的榮譽頭銜；王子兩年後再娶，巴赫曾為其新婚夫人獻上一首祝賀生辰的清唱劇。然而王子卻於1728年11月英年早逝，柯騰的宮廷音樂盛景不再。1729年3月，巴赫最後一次探訪柯騰，指揮《马太受难曲》的片段作為王子喪禮上的音樂。
作為萊比錫的音樂總監，巴赫負責監督城內四座主要教堂的音樂事務，特別是聖多瑪斯教堂和聖尼古拉教堂周日冗長繁複的禮拜儀式。巴赫初到萊比錫的幾年，積極創作樂曲供教堂使用，至少為整個教會禮儀年提供五套的清唱劇，總數約有295首，但部份已佚失；也因此在這段期間巴赫的創作量達到生涯巔峰。巴赫在萊比錫創作的清唱劇涵蓋相當豐富的主題，由正統路德教義到新的虔信教義都有，巴赫以不同的曲風及形式搭配不同的主題。清唱劇的文本大多由巴赫的合作人，身兼詩人與編劇的皮坎德寫成。巴赫還以他早期的清唱劇為基礎，創作了一些經文歌供城市的隆重典禮使用。
在柯騰游移不決的日子裡，巴赫已著手寫作《约翰受难曲》，1724年4月間，此作首度公演，巴赫認為在聖多瑪斯教堂首演較理想，但市議會堅持受難曲輪流演出的慣例，要求於聖尼古拉教堂演出，巴赫只好從命。稍後巴赫又向當局提出擴增樓廂與增添技工的請求，但當局卻認為這些舉措沒有必要。而在萊比錫這個相對自治的商業城市沒有專業的宮廷樂師，所謂市樂師其實是由一群業餘人士組成的教堂樂手，他們在教堂和市府的典禮場合出席表演，巴赫只得忍著對樂手配置及其素質的不滿。
上任沒有多久，當局的多頭馬車就對巴赫的工作造成困擾。聖保羅大學教堂在1710年後，在宗教禮拜儀式上，除了少數特別慶節才舉行的「舊儀式」（由聖多瑪斯指揮負責）外，又新增了「新儀式」於每週日舉行，當初庫瑙費盡心力才取得該儀式的音樂指導權，後來聖保羅的琴師歌爾納（J. G. Görner）自薦免費提供新儀式的服務，所以巴赫就職後便管不到這份差事。這對巴赫來說頗有損失，因為他需要這份酬勞，也需要藉此職務與大學建立關係。巴赫試著在舊儀式上表現他的技藝，但當局不怎麼感動，給他的酬勞遠比庫瑙少了14塔勒，於是巴赫在1725年間接連寫了三封信，向最高當局，也就是選侯奧古斯特二世陳情。巴赫的請求起了作用，也因此得到和庫瑙同等的待遇，但大學始終不願將兩種儀式都交給他負責。行動失敗後，巴赫灰心的把舊儀式的業務交給一位學生處理；此舉激怒了當局，他們本來就輕視巴赫的教育背景，巴赫如今的行為則令當局清楚表明不讓他兼這份差。

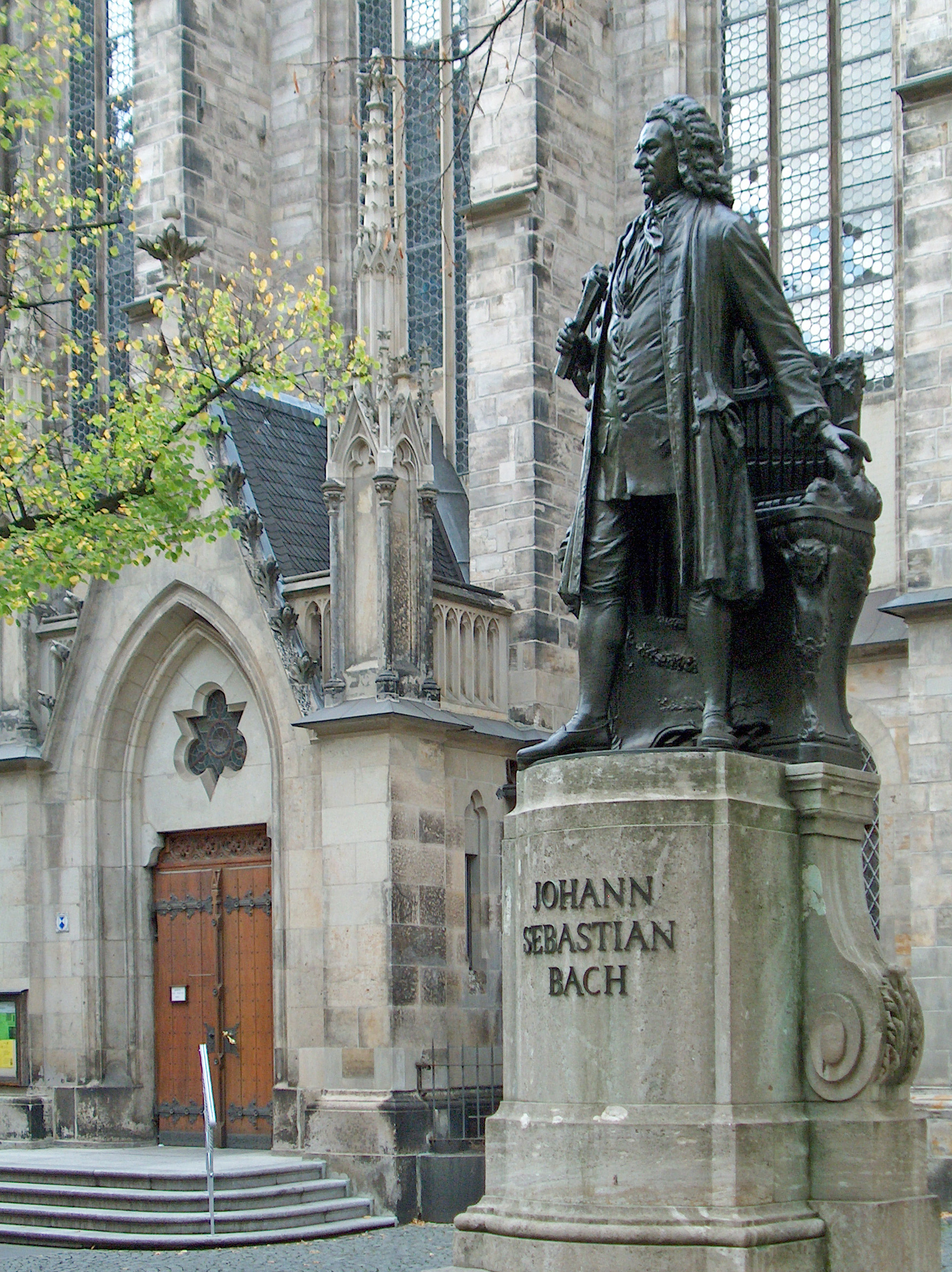
巴赫的雕像，位於聖多瑪斯教堂前

類似的狀況也在之後發生。1727年，一名貴族出身的大學生基希巴赫（Hans Carl von Kirchbach）自願在大學教堂獻一台彌撒，紀念薩克森選侯的亡妻。基希巴赫獲得批准後，便編了一首喪禮頌詩，交給巴赫作曲。大學當局卻認為歌爾納才是適當人選，當基希巴赫以曲子已完成為由拒絕歌爾納作曲後，當局又告訴他曲子將由歌爾納演出，沒巴赫的份。在基希巴赫力爭之下，當局用12塔勒安撫歌爾納，卻要求巴赫簽署一份文件，保證今後若未得到當局同意，不得為聖保羅教堂提供任何音樂服務，而巴赫拒絕簽署。雖然當局打壓巴赫，但萊比錫的學生卻日漸與巴赫往來密切，刺激他創作出數首世俗清唱劇，還吸引不少大學生參與他的音樂，巴赫也不吝向其他音樂機構舉薦他所青睞的學生。後來巴赫在選擇晚禱聖詩的職權受到聖尼古拉教堂一位助理執事的挑戰，教會當局卻偏袒執事；巴赫向市議會申訴後才得到平反。
這段期間，巴赫也為世俗場合寫作音樂。1727年，他為奧古斯特二世的誕辰創作一齣特別的世俗清唱劇，於5月由基金會獎助學生在聖多瑪斯教堂首演，排場盛大。當年4月的聖週五，巴赫著名的《马太受难曲》首度公演，集結了當時萊比錫許多音樂人才作為演奏人員。
1729年1月，薩克森-魏森費爾斯公爵克里斯蒂安到訪萊比錫，為了表示敬意，巴赫創作並演出了《世俗清唱劇》（BWV 210a，即後來的《婚禮清唱劇》）。其實巴赫在此前已曾與公爵接觸，包含1713年的《狩獵清唱劇》和1725年的《世俗清唱劇》（BWV 249a，即後來的《復活節神劇》），都是巴赫受委託而為公爵生辰譜寫的作品。同年，巴赫獲得了「薩克森-魏森費爾斯皇家宮廷樂長」的榮譽頭銜，直到公爵1736年去世為止。
巴赫與當局的抗爭仍持續進行。1730年5月，當局要求他補足基金會獎學金學生的空缺，於是巴赫面試數位應徵者並謹慎寫下他的評估報告，但後來當局公布的通過名單與巴赫的評估出入甚大，顯然當局忽視巴赫的意見。一年後，市議會開會討論巴赫的私德，指出巴赫忽略其教師責任、不假外出或未按規定申請出城賺取外快；種種因素使得當局限制其上述的舉動。巴赫雖然理虧但也同樣對工作環境極為不滿；同年8月，巴赫投書議會，長篇大論地指出萊比錫教堂音樂各方面的問題。這封信提供了讀者當時音樂界的風貌，但它無助於化解衝突，當局也似乎沒有直接回答巴赫的信。

#### 蓋斯納校長時期（1730年－1734年）

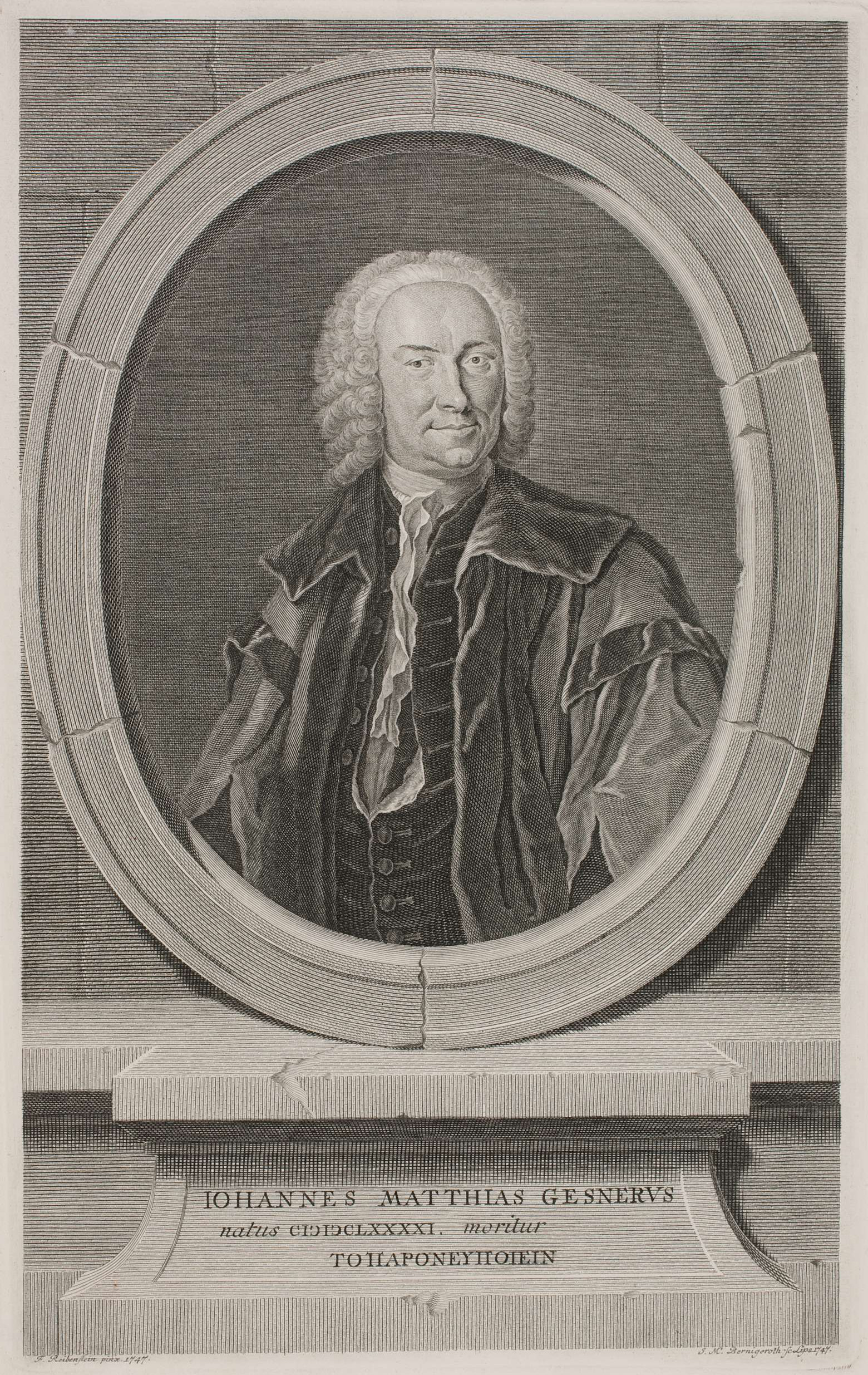
蓋斯納校長，巴赫在萊比錫少數的盟友之一

在萊比錫的不愉快與此地的高物價水準，令巴赫再度萌生去意。而就在老校長厄內斯提去世的隔年，也就是1730年6月，新任校長蓋斯納就職。蓋斯納本身是古典哲學的學者，曾任威瑪大學預科學校（Weimarer Gymnasium）的校長，他非常欣賞巴赫的音樂才華，一上任便大幅改善不少校務。他改善硬體設備並調整學校的組織架構，也加強了音樂在課程的比重，以及整頓學生紀律等等。蓋斯納令巴赫的工作環境舒適許多，他也向巴赫保證其賺外快的權利。在蓋斯納擔任校長的這段期間，巴赫和當局至少能維持起碼的和平共存。
在這段期間，巴赫發掘了一批優異的歌手，最有名的當屬克雷布斯與謝梅利（Christian Friedrich Schemelli）。前者是巴赫在威瑪的學生老克雷布斯（Johann Tobias Krebs）的兒子，也向巴赫學習管風琴，被認為是八首小前奏與賦格曲（BWV 553-560）的作者。後者是謝梅利歌本（Musikalisches Gesangbuch，內含BWV 439-507）的出版者老謝梅利（Georg Christian Schemelli）之子。

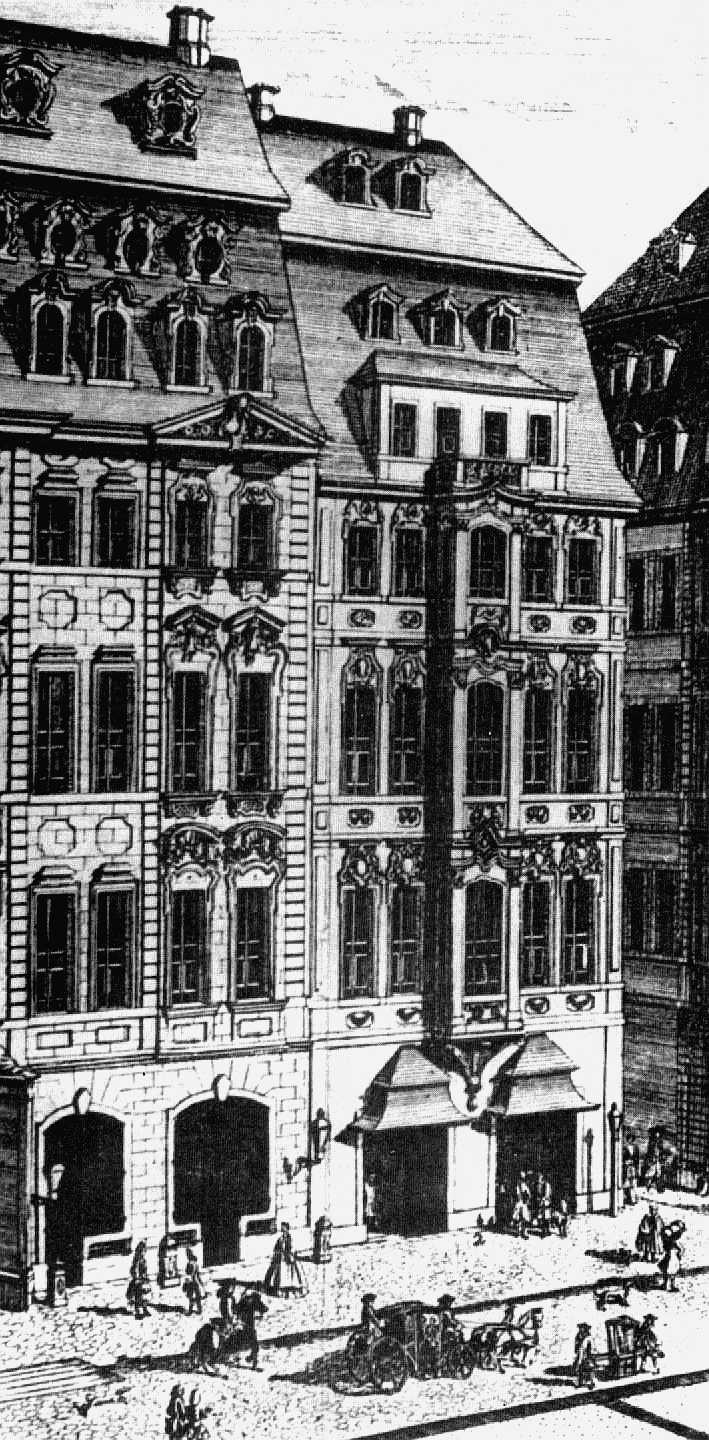
齊默曼咖啡廳，1720年－1741年作為大學音樂社的演奏場所

1729年，巴赫便開始領導大學音樂社，此前庫瑙（1688年）與泰雷曼（1702年）亦曾領導該組織。大學音樂社，顧名思義，成員多為大學生，這群演奏者每週定期在齊默曼咖啡廳演出音樂，此咖啡廳當初為名流聚集之所。音樂社領導人歷來無不是名譽卓著的音樂家，這也能看出巴赫在當時萊比錫的音樂權威。巴赫為大學音樂社改編或創作許多作品供其演奏，像是他的小提琴協奏曲和以早先作品改編的鍵盤協奏曲，以及部分的鍵盤練習系列（Clavier-Übung），皆為佳作；大學音樂社也激發巴赫創作數首世俗清唱劇，其中最知名的便是《咖啡康塔塔》，此作是巴赫最接近歌劇風格的一部作品。
1733年2月，奧古斯特二世去世，他的兒子繼位後，隔年加冕為波蘭國王，改宗天主教，是為奧古斯特三世。巴赫利用這個機會譜寫〈垂憐經〉與〈光榮頌〉，前者是為先王致哀，後者則是歡慶新王登基，不過作為天主教徒的國王自然沒能聽到作品在聖尼古拉教堂的首演。而後來在巴赫去世的前一年，也就是1749年，巴赫才將這兩首作品結合過去所創作的教會清唱劇片段，並加以發展，成為著名的b小調彌撒曲，此作和《馬太受難曲》共同被視為巴赫畢生宗教與聲樂作品的精粹。7月底，巴赫將〈垂憐經〉與〈光榮頌〉獻給奧古斯特三世，並附上一封要求承認的信。信中巴赫表達了在萊比錫職務上的不順遂，且向國王要求了賜與自己「宮廷作曲家」稱號一事，好以抗衡當局對其的施壓。雖然沒有立即得到應允，巴赫仍如願於1736年11月獲頒此頭銜，正式名稱為「波蘭皇家及薩克森選侯宮廷作曲家」。
這段時期巴赫和薩克森首都德勒斯登也有了進一步的接觸。在1730年代早期，他曾彈奏過當地聖索菲亞教堂（Sophienkirche）的管風琴。1733年6月，該堂的管風琴師出缺，巴赫推薦自己的長子W.F. 巴赫應徵。當時威廉23歲，他試演的曲目是其父的《前奏曲與賦格》（BWV 541），技驚四座，順利獲得這份工作，巴赫於是更有理由時常拜訪德勒斯登。
1734年－1735年間，巴赫譜寫了三部著名的神劇：《復活節神劇》（僅修訂，早先作於1725年）、《聖誕神劇》、《升天節神劇》。此時期的另一名作是《聖母讚主曲》，此作最早寫於1723年，是為當時的聖誕節而寫，巴赫在1730年－1733年間調整了這首作品並演出。

#### J.A. 厄內斯提校長時期（1734年－1742年）

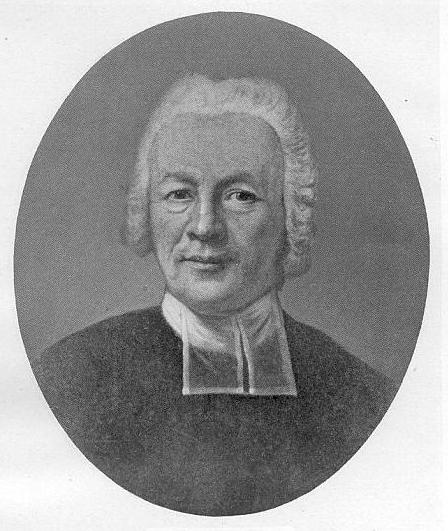
厄內斯提校長

蓋斯納擔任校長僅四年，便於1734年離開萊比錫，擔任哥廷根大學的教職。空缺由副校長J. A. 厄內斯提接任。厄內斯提雖然年輕但學識淵博，他決心提高學校的學科素質，加重當代學科，並減少古典及神學課程的比重。厄內斯提亦認為音樂課程已經落伍，巴赫的作風更是不符合時代潮流。
1736年，厄內斯提和巴赫無可避免的發生了一場衝突，令兩人對峙長達兩年之久。衝突的成因源於厄內斯提侵犯巴赫的人事權，且巴赫認為厄內斯提擅自指派的學監無助於教堂音樂，於是提出異議，但被厄內斯提駁回。8月，兩人相互向市議會指控彼此，後來巴赫向萊比錫教会會議申訴未果，便以其職銜向國王告狀，但衝突的結果沒有被官方所記錄。總之，兩人從此成為死敵。厄內斯提仍繼續降低學校音樂課程的比重，巴赫則越來越疏於教學。1740年，學校聘用一名新老師教授樂理，顯然巴赫未善盡職責；他的教會音樂創作也大幅萎縮，唱詩班演唱舊作品的時候越來越多。
事實上，巴赫的音樂傾向正在改變，他的研究和創作重心慢慢回到器樂，且開始重視出版自己的作品。巴赫可能受到啟蒙運動的影響，或對教會當局的幻滅，導致其宗教熱忱在晚年逐漸消退。巴赫領導大學音樂社的演出仍持續著，直到1737年暫時中斷，1739年－1741年才又繼續領導。這段期間以後巴赫也到各地檢修管風琴，並拜訪他的音樂家朋友。隨著巴赫的年老與時代的變遷，有些樂壇後輩開始批評巴赫的風格，或質疑巴赫適應新式作品的能力，例如沙伊伯，他的父親是著名的管風琴製造者；但也有人為巴赫撰文辯護，例如比恩鲍姆（Johann Abraham Birnbaum）和大學音樂社成員米茲勒。
巴赫的堂弟約翰·埃利亞斯·巴赫（Johann Elias Bach）於1737年借住在巴赫家中，為了在萊比錫研習神學。這段時間埃利亞斯擔任巴赫三個兒子的家庭教師，並幫巴赫草擬文書信件。埃利亞斯作客期間的書信往來，令後世得以一窺巴赫的家居生活。1742年，埃利亞斯離開巴赫的寓所，成為什文福的唱詩班指揮。

#### 晚年及逝世（1740年－1750年）
巴赫在世的最後十年仍有新作品推出，並且其音樂更趨於邏輯化和深邃（但這不代表旋律及情感會被忽視），他將這種基調發揮在他最後的器樂傑作上。1739年－1742年間，巴赫出版了《平均律鍵盤曲集》的第二部；1741年－1742年間出版《鍵盤練習》的第四部，又名《郭德堡變奏曲》。但他花費更多時間在修訂及完成先前的創作上，例如清唱劇、彌撒、受難曲。有趣的是，巴赫仍在學習，他開始複製、改編、擴增前人的作品，這些人包括帕萊斯特里納和一些巴洛克早、中期的作曲家，巴赫試圖將從古至今所有可能的複調手法統合為一。他也採納了一些當代作曲家的音樂元素，例如韓德爾、許特策爾；甚至編制並改寫了年輕一代作曲家的作品，包括裴高雷西、郭德堡，後者是巴赫的學生。

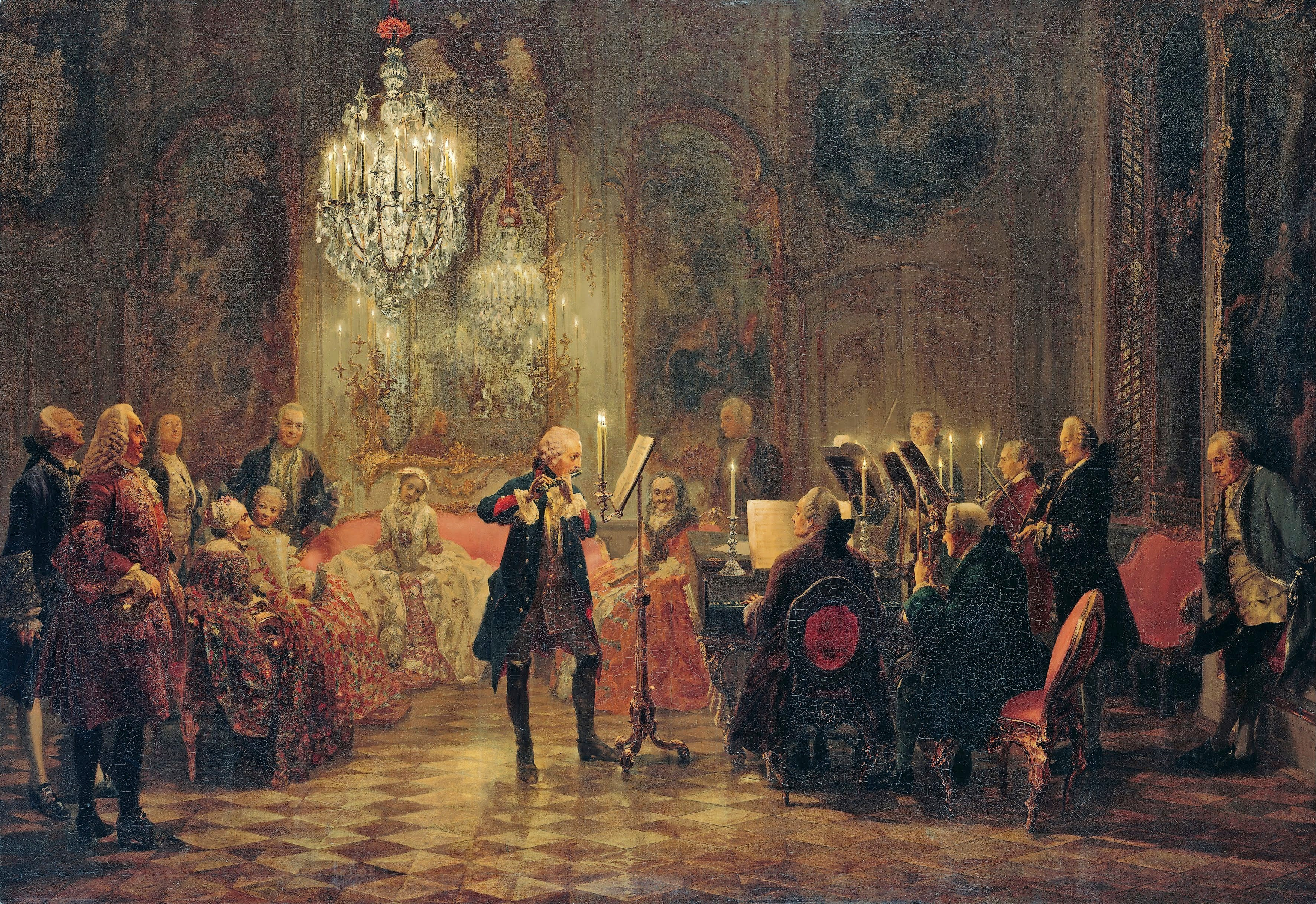
無憂宮裡的室內樂。吹笛者為腓特烈大帝，彈琴者為C.P.E. 巴赫

1740年，就在普魯士腓特烈大帝即位的同年，C.P.E.巴赫（巴赫第三子）獲選為其宮廷的大鍵琴手，並負責為國王吹奏長笛時伴奏。在腓特烈的推動下，首都柏林逐漸成為當時的音樂重鎮。巴赫在1741年初赴柏林探望C.P.E. 巴赫，但稍後由於政治局勢的問題，使得巴赫幾年後才再訪。1747年，巴赫應邀前往柏林近郊的波茨坦無憂宮聆賞皇家音樂，也試奏了國王向他展示的新樂器——古鋼琴。而巴赫素以即興演奏聞名，國王便給了他一段長而複雜的主題（Thema Regium），令他當場即興一首三聲部賦格；巴赫做到了，但國王又以六聲部賦格考驗他，巴赫告訴國王自己需要足夠的時間準備。有了這個動機，在巴赫回到萊比錫兩個月後，便出版了以國王的主題發展的一套器樂作品，就是著名的《音樂的奉獻》。同年6月，他加入了由學生米茲勒創辦的「音樂科學學會」（Correspondierende Societät der musicalischen Wissenschaften），為此他提交了《卡農變奏曲：我自天上來》作為入會證明，後來便出版了它。
巴赫最後的傳世之作是《賦格的藝術》，是在其生命的最後十年所作，但沒有完成，直到巴赫逝世後才出版；事實上巴赫在1740年代早期就已寫出這套作品的大部分，後來才加上兩首賦格與兩首卡農。
巴赫晚年疑似患有糖尿病，且可能在1749年中之前已一度中風。而大概也是從此時起，萊比錫市議會便開始討論一旦巴赫去世，該選誰為繼任人選。德勒斯登宮廷的一名官員布呂爾伯爵（Graf von Brühl）推薦戈特洛布·哈雷爾（Gottlob Harrer）為下任聖多瑪斯教堂唱詩班指揮，於1749年6月8日舉行試演會。儘管巴赫的身體並沒有差到隨時會去世的地步，然而在生命的最後幾年，白內障使巴赫的視力逐漸喪失。1750年，英國著名的眼科庸醫約翰·泰勒（"Chevalier" John Taylor，他在1758年也替韓德爾治療）剛好途經萊比錫，替巴赫的眼睛動了兩次手術，但都沒有成功。後來巴赫的視力一度奇蹟似的恢復，但十天後，也就是該年的7月28日，巴赫仍因為嚴重高燒導致的二次中風而病逝，享壽六十五歲。隨後在萊比錫舉行葬禮。
市議會至此對巴赫的死無動於衷，給予巴赫生前的評價極為普通。而巴赫卻意外地沒有留下遺囑，他死後房屋由九個在世的子女與遺孀安娜均分。市議會當局似乎有意苛扣給付遺孀的救濟金，而似乎也只有C.P.E.巴赫在這段時間給予繼母安娜實質的幫助，提供J.C.巴赫（巴赫第11子）所需的教育。安娜從此在貧民救濟院度過餘生，直到1760年2月也隨巴赫而去。

## 作品
巴赫之所以重要，並不是像貝多芬那樣直接扭轉之後的音樂走勢，而是直接體現在他集過去音樂成就（巴洛克音樂）之大成，以及對音樂這門藝術所展開的可能性。巴赫的創作不僅涵蓋當時絕大多數的音樂體裁，也更進一步探索了既有體裁的織體與結構，大大開拓及深化了前人的研究成果。雖然其作品在表現精神上仍屬典型的巴洛克風格，但手法卻毫不流俗，這種「舊中求新」的概念令巴赫將巴洛克音樂提升到前所未有的藝術高度。
根據C. P. E. 巴赫的說法，巴赫是一位自學成才的作曲家，他沒上過任何作曲方面的課程，也未曾出國（日耳曼）求教，所以從青年時代起，他就開始研究很多有影響的作曲家的作品並從中學習，像是布克斯特胡德、帕海貝爾、柯賴里、庫普蘭、韋瓦第等等，這樣的學習甚至持續到晚年。也因此巴赫的音樂風格受到多方面影響，除了承繼自德國合唱音樂與管風琴曲的複調傳統，也吸收了義大利器樂奏鳴曲、協奏曲及法國鍵盤樂曲的形式、結構，甚至是旋律與節奏的質感。這種風格大約成型於威瑪後期，並在柯騰與萊比錫分別對器樂和聲樂作了極大程度的發展。
巴赫的音樂主題清晰，其旋律精緻、複雜，模進（同一旋律型在不同音高的重複）和重複音型的使用較節制，轉調及和聲則更為自由，著重情節的鋪陳與銜接，而非短促的表現。巴赫也以其自由而精確的對位法見長，常揣度樂句在複調上的可能性，從鍵盤樂器到更多聲部的協奏曲與大型合唱，都能發現對位的頻繁運用，從而營造出厚實而多層次的織體。巴赫作曲技法的內涵就如同他最擅長的形式——賦格，也就是以有限的素材（主題）加以模仿、變化、堆疊，形成結構嚴密的作品。巴赫的音樂不僅是靈感的創造物，也是排列組合與理性推導的再造物，充分展現了音樂的純粹性。
從巴赫傳世的作品數量來看，他確實是位多產的作曲家，尤其考慮到至少有上百件巴赫作品已經散佚。「巴哈作品目錄」（Bach-Werke-Verzeichnis，縮寫：BWV）是目前最通用的巴赫作品編號方式。這個體系由沃夫岡·施米德爾於1950年完成，是按照作品的體裁分類。縱使其內容就當今研究看來略有缺失，仍無礙於綜觀巴赫作品全貌。此目錄共分13章：
1. 清唱劇，BWV 1-224
2. 經文歌，BWV 225-231
3. 彌撒及其他宗教合唱作品，BWV 232-243
4. 受難曲及神劇，BWV 244-249
5. 四聲部聖詠，BWV 250-438
6. 歌曲及詠歎調，BWV 439-524
7. 管風琴曲，BWV 525-771
8. 鍵盤樂曲，BWV 772-994
9. 魯特琴曲，BWV 995-1000
10. 室內樂，BWV 1001-1040
11. 管弦樂，BWV 1041-1071
12. 卡農，BWV 1072-1078
13. 晚期複調作品，BWV 1079-1080

### 管弦樂
巴赫時代的管弦樂團，規模較現在為小，也較有彈性，稱為巴洛克式管弦樂團，是以弦樂器和數字低音為基礎，視樂曲的需要配以其他管樂器或鍵盤樂器。當時所用的部分樂器或演變為當今型態，或被現代樂團淘汰；其構造、音色都與現代標準樂器略有不同。這種樂團的配器法經由巴赫得到最大發展，各種樂器的可能組合都可在他的作品中發現。透過在威瑪的研究與磨練，巴赫對於管弦樂曲的熟練得以在柯騰開花結果，以下介紹的作品（或早期版本）大多被推定為創作於柯騰時期。
巴赫的小提琴協奏曲（BWV 1041-1043）雖然還留有濃厚的義大利風格，但形式上已有很大突破，除了採快－慢－快三樂章的結構外，獨奏與合奏的關係更為分明而密切，在表現上更接近近代的協奏曲。而在內容上，巴赫試圖在流行的義式風格中注入精巧的對位，表現優美的旋律與豐富的音樂表情。BWV 1043是為兩把小提琴所作，風格形式較為古老，兩把小提琴遵照三重奏鳴曲的原理，完全進行相同主題的模仿，合奏極少作主題的發展；儘管如此，巴赫仍從舊形式裡導出新鮮的、屬於自己的音樂。除了這三首，巴赫應該還有留下其他小提琴協奏曲，但僅能以大鍵琴協奏曲的形式流傳下來。巴赫主導大學音樂社時也將這三首曲子改編為大鍵琴協奏曲。
巴洛克時期大協奏曲的代表作，莫過於巴赫的《布蘭登堡協奏曲》（BWV 1046-1051）。此套作品雖然是用大協奏曲的配器，樂章結構卻採新式的快－慢－快（除了第一號的四樂章；第三號的慢板只有兩個和弦）。其語言精鍊，手法多樣而各富異趣，六首樂曲（的快板樂章）皆是以大調寫成，故而曲風和諧且洋溢著光彩。雖然其呈獻日期皆記為1721年，但巴赫並不是專門為路德維希侯爵的委託而「創作」的，而是將之前在柯騰就寫好的樂曲，稍加修改後再以一套協奏曲集的形式獻上，這個事實可以從總譜的抄寫狀況得知。
與《布蘭登堡協奏曲》相對的，是同為其管弦樂傑作的《管弦組曲》（序曲）（BWV 1066-1069），其展現了法國宮廷堂皇而洗鍊的風格。前者與後者分別代表巴赫在義大利、法國音樂的形式技法之融會貫通，兩者常被看作是巴赫管弦樂的雙璧。《管弦組曲》共有四首，但最初並不是成套的，只是因曲種相同故常被一起討論。每首皆有一法國式序曲作前導，其後加上各式舞曲的組合；「法國式序曲」之體裁是由法國作曲家盧利首創，為莊重的慢板－賦格風格的快板－莊重的慢板構成的三段體。後世所以稱之為「組曲」只是便於總括這種多首舞曲組成的形式，像此類結構之作品，正式名稱應為「序曲」。
巴赫的鍵盤協奏曲（BWV 1052-1065）皆在1730年代完成，結構也都採三樂章制。包含了為單台大鍵琴（BWV 1052-1059）、兩台大鍵琴（BWV 1060-1062）與三台大鍵琴（BWV 1063-1064）的作品，BWV 1065 則是以韋瓦第Op.3/10的四把小提琴協奏曲，改編成的四台大鍵琴協奏曲。這些協奏曲和韓德爾Op.4的管風琴協奏曲同屬最早一批的鍵盤樂器協奏曲。這些作品其實是從巴赫先前的器樂協奏曲（可能是在柯騰創作的）改編而來，但原版本未能全部保存；也由於其最初版本約與《布蘭登堡協奏曲》同時創作，常使人體會到巴赫對協奏曲形式的掌握和精熟。20世紀的音樂學家嘗試復原鍵盤協奏曲的原版本，復原成功者（作品編號後加上"R"）已收錄進「新巴赫全集」。巴赫還另寫有一首為大鍵琴、長笛和小提琴所作的三重協奏曲（BWV 1044），是以先前的鍵盤作品大幅改編並組合而來。

### 室內樂
如同其管弦樂作品，巴赫的室內樂作品也多創作於器樂產出最豐富的柯騰時期。巴赫的「獨奏奏鳴曲」分為三大類：
1. 無伴奏。
2. 附數字低音作為伴奏（通常是大鍵琴或再加上古大提琴）。
3. 與完全記譜的大鍵琴一起演奏[86]。

但巴赫卻很少寫作巴洛克時期流行的「三重奏鳴曲」。
巴赫本身也是名卓越的小提琴家，他的父親在去世前便啟蒙了巴赫小提琴的技巧，巴赫在就學階段也持續的練習，就業時期巴赫常是以小提琴手的身分指揮樂團，長期以來造就了他非凡的技藝，這樣的結果便表現在巴赫的弦樂器作品上。無伴奏小提琴奏鳴曲與組曲（BWV 1001-1006）是音樂史上最著名的小提琴作品之一，奏鳴曲遵照著慢－快－慢－快的教會奏鳴曲結構；組曲的形式上，除了第三號較為自由，前兩首一定程度遵守傳統的結構。這套作品的演奏一直被視為是高難度的，除了有多變的旋律線，也展現了高深的複調技巧。也因此其演奏語法已經超越小提琴的概念，使得小提琴從單純的旋律樂器，發展出兼具和聲、對位的功能，這是小提琴技法的一大進步。無伴奏大提琴組曲（BWV 1007-1012）也同樣以演奏詮釋的難度而聞名，其形式按嚴格的組曲架構，由四種不同節奏的舞曲按順序排列，速度呈現中－快－慢－快，巴赫還在其間插入了其他流行的舞曲，並在此結構前再加上一首節奏自由的前奏曲。
巴赫也有為其他樂器寫作組曲，包含長笛、大鍵琴與魯特琴。在無伴奏大提琴組曲的編號之後便是巴赫僅有的一首無伴奏長笛組曲（BWV 1013），創作於柯騰後期，組曲用字同三首無伴奏小提琴組曲一樣是“Partita”。由於演奏語法的因素，此作被認為最初並非為長笛譜寫（可能是小提琴），也因此是一首富演奏難度的樂曲。BWV 995-1000 的作品則是為魯特琴或魯特大鍵琴所寫（以下跳過部份改編作品），包括兩首魯特琴組曲（BWV 996, 997）與《前奏曲、賦格與快板》（BWV 998），皆有著巴赫常見的對位書法。
巴赫在柯騰還寫有小提琴與大鍵琴的奏鳴曲（BWV 1014-1019），這套作品在奏鳴曲的發展上有重要的過渡意義，它銜接了附有數字低音的舊式小提琴奏鳴曲與近代的二重奏奏鳴曲。結構大致屬於四樂章的教會奏鳴曲；形式上是小提琴與完全記譜的大鍵琴一起演奏。在附數字低音的奏鳴曲中，大鍵琴自由發揮的演奏會破壞作曲家理想的複調效果（這體現在巴赫三重奏鳴曲的少產），因此巴赫在這套作品裡改用標準的記譜法來約束鍵盤手，強化大鍵琴在器樂合奏中的主體性及地位。從另一方面看，這套作品也是「三重奏鳴曲」形式合理化後的變體，巴赫賦予大鍵琴的左右手各一個獨立的聲部，加入小提琴後總共有三個聲部，數字低音則退化，也就是以更精簡的配器達到類似的效果。
BWV 1020-1040 是各種樂器組合的奏鳴曲，但有許多作品被推定為非巴赫所作（以下將直接略過可疑作品的編號與雜散的作品）。當中包含了小提琴與數字低音的奏鳴曲（BWV 1021, 1023）；古大提琴與大鍵琴的奏鳴曲（BWV 1027-1029）；長笛與大鍵琴的奏鳴曲（BWV 1030, 1032）；長笛與數字低音的奏鳴曲（BWV 1034, 1035）；雙長笛與數字低音的奏鳴曲（BWV 1039），此作是巴赫極少數流傳下來，典型的三重奏鳴曲之一，也與 BWV 1027 互為編曲關係。
《音樂的奉獻》（BWV 1079）是在巴赫晚年所寫，與《賦格的藝術》同被視為巴赫對位法的登峰造極之作，包含一首三聲部賦格、一首六聲部賦格、十首卡農及一首四樂章的三重奏鳴曲。全作以「國王的主題」為基礎而發展，囊括了從自由書法的實踐性樂曲，到展現嚴格對位技法之各形式的理論性樂曲。此作的編制包含了獨奏曲（大鍵琴）與其他樂器組合（長笛、小提琴）的室內樂，但巴赫並未明定所有曲子的編制，故有時會由演奏者自行決定。

### 管風琴曲
巴赫最早是作為一位管風琴家而聞名，這來自於他在青少年時期對德國與法國前輩的學習、模仿，並從中思考與練習，在巴赫早期的管風琴曲常可看到前人的影響。巴赫管風琴曲的創作時間主要分佈在前威瑪、威瑪及萊比錫後期。威瑪時期與更早的創作主要是職業的因素，而萊比錫後期則是源於巴赫興趣的轉變。
三重奏鳴曲其實也存在其他樂器編制，巴赫的管風琴奏鳴曲（BWV 525-530）即是以此形式譜寫的風琴曲，在1727年－1730年間組合成套。這套作品以雙手的旋律為上聲部，腳踏板為低音聲部取代數字低音。六首曲子皆採用三樂章制，當中除了 BWV 530 全曲是專為這套作品所寫的，其餘作品的部分樂章多被認為擁有早期版本。雖然難以推定這些作品的實際創作年份，但能看出巴赫已從威瑪早期的複雜風格中蛻變，寫作出旋律互動更明快、和聲更為乾淨的協奏曲風格，卻不失演奏技巧的講究。此種配器之樂曲並不是巴赫的原創，巴赫以前便有許多法國管風琴師譜寫過類似作品。
巴赫的自由形式管風琴曲（BWV 531-590），多是前奏、觸技、幻想曲與賦格的組合作品，這當中較為知名的作品通常被認為創作於威瑪時期，但綜觀而言這部分的樂曲的創作時間相當不一致。而所有組合裡以「前奏曲與賦格」最常被提及。巴赫在德語區各邦遊歷的結果，便是其風琴曲兼採了中德發展主題和複調的技巧，與北德對旋律裝飾和變形的手法，以及他在威瑪對義大利作曲家的研究，使得其更重視旋律的流暢性，與協奏曲的交奏風格。早期的作品較強調觸技色彩，反映了青年巴赫本身精湛的琴藝；隨著時序推進，巴赫對主題的構想更為圓熟，轉調及和聲法則更為大膽，聲部之間的對話常有協奏曲的性質。此區間的重要作品分類於下：
- 前奏曲與賦格（BWV 532, 539, 541, 543, 545, 547, 548, 552）。BWV 548 又有「楔子」之名，因為其賦格主題逐漸擴寬音程[86]。
- 幻想曲與賦格（BWV 537, 542（英语：Great Fantasia and Fugue in G minor, BWV 542）），後者以幻想曲的豐富和聲與賦格的複雜織體聞名；其賦格主題取自荷蘭民謠[86]。
- 觸技曲與賦格（BWV 538, 565）後者是此區間最為人熟知的作品，全曲充滿著朝氣與激烈奔放的感情，結構也相當自由[86]。《觸技曲、慢板與賦格》（BWV 564）是此區間作品中僅有的三樂章樂曲，形式及語法都試圖模擬協奏曲的風格，並展現了華麗的演奏效果[86]。另有一首獨立的g小調賦格（BWV 578），以優美的主題和流暢的賦格書法為其特徵[107]。

其他形式的風琴曲，還有巴赫為數頗多的聖詠前奏曲（BWV 599-771）。聖詠前奏曲是基於四聲部聖詠主題而創作，主要有兩種形式：1. 完全引用聖詠旋律，將之重複及變形，再以對位法組合。2. 將聖詠開頭的動機展開為新的旋律，以其發展。巴赫在呂訥堡時期已嘗試創作聖詠前奏曲，如同形式自由的風琴曲，他也融合了各流派的技法，試圖在這種本土形式裡作最大的延伸。概觀而言，巴赫的聖詠前奏曲可分為以下幾部份：
- 《管風琴小曲集》（Orgelbüchlein，BWV 599-644），在威瑪時期所作，巴赫給予它的標題是「幫助初級管風琴手，以各種方法展開聖詠的入門曲集」。BWV 599-634 用於禮儀年的各時期，BWV 635 以後則與教義、禱詞有關[86]。
- 《許布勒聖詠曲》（Schübler-Choräle，BWV 645-650），約在1747年－1748年間出版，曲集名來自其發行人。除了 BWV 646 以外，其餘都是來自清唱劇片段的編曲[108]。
- 《十八首聖詠曲》（BWV 651-668），其早期版本是在威瑪時期所作，於1740年代分次修訂[86]。
- 摘自《鍵盤練習 III（英语：Clavier-Übung III）》，BWV 669-689，又名《德文風琴彌撒》，於1735年－1736年間創作，1739年出版。這個區間的作品其實是聖詠前奏與聖詠賦格的組合，而且是建構在以彌撒經文、儀式為主題的聖詠上，因而得名。完整的《鍵盤練習 III》還包含《前奏曲與賦格》（BWV 552） 和《二聲部曲》（BWV 802-805）[86]。
- BWV 690 以後的作品較為雜散，絕大部份是威瑪時期或更早的作品，但創作年份難以推定。此區間最著名的作品是《卡農變奏曲：我自天上來（英语：Canonic Variations on "Vom Himmel hoch da komm' ich her"）》（BWV 769），則是在巴赫晚年創作及出版，是卡農形式的薈萃之作[86]。

### 鍵盤樂曲
在教堂以外，巴赫時代使用的鍵盤樂器是大鍵琴（或古鋼琴）。早在威瑪時期巴赫已開始創作鍵盤音樂，但數量不多，例如：觸技曲（BWV 910-916）、以其他作曲家的主題所作的賦格（BWV 950, 951, 954），職業因素導致巴赫到柯騰時期以後才有較豐富的鍵盤作品。巴赫鍵盤音樂的創作主要分布在柯騰時期至萊比錫初期（1717年－1727年）和萊比錫後期（1740年代）。
《二聲部與三聲部創意曲》（BWV 772-801），簡稱《創意曲》，其中的二聲部曲和三聲部曲各有15首，與《平均律鍵盤曲集》的第一本一樣，同屬巴赫的教育性作品。作曲家希望學習者透過此作熟練二至三聲部的演奏能力，也同時學會「如歌的」（cantabile）演奏法，並連帶體會到作曲的喜悅。巴赫給予「創意曲」的定位其實是帶有前奏風的曲子；而此套作品的特色在於每首樂曲盡量只用單一主題去作旋律與對位的發展。
巴赫鍵盤套曲的名作還有《英國組曲》（BWV 806-811）與《法國組曲》（BWV 812-817），兩作之名都不是巴赫所取，而是後人加上，可能只是作辨別用途，與其音樂內容無太大關聯。《英國組曲》的結構與無伴奏大提琴組曲極為類似，在標準組曲架構前加上前奏曲，並增添其他插入曲。《英國組曲》常展現出義大利的風格和書法，特別是在那些份量頗大的前奏曲中都能看到巴赫對協奏曲原理的熟練運用。《法國組曲》則不放置前奏曲，但其插入曲的數量與種類卻是隨著編號越往後而越多，並且其整體氣氛相較《英國組曲》與《鍵盤組曲》更為輕盈優雅。
《鍵盤組曲》（BWV 825-830），又以《鍵盤練習 I》之名在1731年完整出版。這裡組曲的用字是“Partita”，即義大利語的「組曲」，在當時指涉的範圍比“Suite”還廣泛，巴赫使用它可能有兩個理由：1. 此作的書法和風格是義式的。2. 作品的形式風格相對自由。不單是在樂章結構上，其舞曲原有的性格也被巴赫改變，僅留下速度與基本特徵，無論是與先前的兩套組曲或是各號組曲相互比較，都有更明顯的多樣性。這套作品雖然大體按組曲結構組成，但前置於此結構的樂曲卻各是多采多姿，六首組曲的第一樂章皆是不同風格類型的樂曲；而插入曲的種類和位置也更有彈性。
《鍵盤練習 II》出版於1735年，包含《法國風序曲》（BWV 831）與《義大利協奏曲》（BWV 971）。巴赫在《鍵盤練習 II》中以鍵盤樂器來表現序曲、協奏曲，這兩種分別代表法、義音樂內涵的形式。《法國風序曲》顧名思義有著法式的纖細風格，結構則彷彿《管弦組曲》與前述鍵盤組曲的混合，由法國式序曲起頭，之後接著自由排列的各式舞曲，但擁有阿勒曼德以外的三首基本舞曲；結構也較巴赫其他鍵盤組曲更為長大。《義大利協奏曲》是巴赫的鍵盤傑作之一，曲調優美流暢，結構是快－慢－快的三樂章制，以音符的堆砌密度和強弱的變化，表現出獨奏與合奏的對比，這種手法早見於巴赫在威瑪所改編的鍵盤協奏曲。巴赫個別的鍵盤名作還有《半音階幻想曲與賦格》（BWV 903），創作於柯騰，此曲以豐富的半音階和極其自由的書法而聞名。
《平均律鍵盤曲集》（BWV 846-869，870-893）是鍵盤套曲形式的一大突破，共有兩本。巴赫並非起先就想創作兩本曲集，因此兩本的創作時間相距甚遠，但由於組成形式相同，被合稱為《平均律鍵盤曲集》。每本曲集分別以前奏曲與賦格的形式，針對12個主音，分大小調創作樂曲，由C大調開始，b小調結束。根據作品原文直接翻譯，巴赫應是為某種能直接轉換各調的「優律」而作。此作的風格與複調技巧非常多樣，前奏曲與賦格間雖未必有所關連，卻各展現了自身的獨特和精簡。此作是在現代調性體系建立後，第一部完整使用所有調的鍵盤曲集，也是將調性理論付諸實踐的作品中，最有影響力的一部。
巴赫晚年的鍵盤傑作當屬《郭德堡變奏曲》（BWV 988），也稱《鍵盤練習 IV》，內容是「抒情調（Aria）與30首變奏曲」，此作結構紮實，旋律流暢而氣象萬千。除了有前奏曲、觸技曲、賦格等不同風格的變奏外，巴赫還以每三首變奏為一組設置卡農曲，逐漸擴大其音程差；全作最後再用原先的抒情調結尾。巴赫在此前很少寫作變奏曲，但《郭德堡變奏曲》證明了巴赫對單一主題延伸的才能，被奉為變奏曲曲式的經典。
《賦格的藝術》（BWV 1080）則是巴赫的遺作，不為特定的樂器所譜寫，包含十四首賦格與四首卡農，最後一首賦格並未完成。此作被視為巴赫一生複調技巧的總結，是將單調主題作最大發展的最終實驗，已然融合了理論的堂奧與作曲的實踐。《賦格的藝術》的手法簡而言之就是將原始主題及其鏡射形（inverted）作各種變形、延展或增值，有時會加上新主題，再用各種形式的對位法予以組合，營造出複雜深邃的音響效果。後世也常將此作之總譜簡化為鍵盤樂曲，儘管少數曲子無法只在一台鍵盤樂器上演奏。

### 四聲部聖詠
聖詠合唱（以下簡稱聖詠）源自德國本土，是16世紀初宗教改革家馬丁·路德為凝聚信眾所開創的一種教會音樂形式，後來才逐漸定制為四聲部合唱；由於聖詠最初是為了方便信徒記誦與歌唱，因此其旋律相對簡單。巴赫的聖詠創作大部份只是為前人所譜的旋律配上和聲；聖詠的主旋律雖然簡單，卻常被巴赫用作發想或組成複調音樂（聖詠前奏曲或聖詠清唱劇開頭的幻想合唱）的基底，也就是定旋律（cantus firmus）。
巴赫的聖詠多達400首以上，BWV 250-438 只是其中一部分的散作；更多的是充斥在清唱劇、受難曲、神劇和經文歌裡，作為總結段落的基本元素之用。清唱劇每部基本至少有一首聖詠，兩大受難曲與《聖誕神劇》則各有超過十首。這些聖詠通常有以下特徵：四聲部齊唱（女高、低音，男高、低音）、和聲化的主調音樂、主旋律由女高音負責、跟隨伴奏（colla parte）的副聲部。

### 清唱劇
清唱劇由多種形式的聲樂曲所組成，發展之初是相對於奏鳴曲的一曲種，全程皆有管弦樂團伴奏，而無戲劇表演成份。清唱劇發源於義大利，這種形式稍晚在德國獨立發展出來，並在巴赫的時代達到高峰。巴赫一共留有超過200首的清唱劇，包含配合禮拜儀式的教會清唱劇（約 BWV 1-200），與為各種非宗教場合的世俗清唱劇（約 BWV 201-216），以前者占大多數。巴赫創作的清唱劇數量雖不若泰勒曼與格勞普納那般龐大，但在作曲技巧和音樂語法上皆展現了相當的深度，常被視為是此種形式的模範。
巴赫早在慕豪森（1707/1708年）及威瑪（1714年－1716年）便已有固定寫作清唱劇，但最集中則莫過於在萊比錫的初期（1723年－1727年），這是他為教會禮儀年所準備的。通過柯騰時期，巴赫更加諳曉樂器的使用組合及主題的構思。在巴赫的清唱劇裡，樂器和人聲的地位多是平等的，無論是在詠歎調中以對位法形式唱和，或在合唱中，各聲部與管弦樂的組合所展現的各種複調結構。清唱劇無論編號或份量都占巴赫作品頗高的比例，同時是其成熟風格融合聲樂與器樂的大量成果。
巴赫在萊比錫的清唱劇確立了通常的結構與文本來源：合唱（聖經章節）－詠歎調與宣敘調的排列組合（自由創作的歌詞）－聖詠（聖詠詩篇）；但巴赫有時會改動組成樂曲的順序或種類。清唱劇的表現手法也是豐富多變，例如：在合唱前加入器樂合奏的序曲（Sinfonia）、將詠歎調擴大為二至三重唱、以較有歌律性的詠敘調（Arioso）取代宣敘調、將聖詠的副聲部寫為華麗的管弦樂等等。此外，巴赫的清唱劇也能針對不同層面作變化，像是為單一音域歌手創作的「獨唱清唱劇」，或者全以聖詠詩篇為文本的「聖詠清唱劇」。巴赫對清唱劇的處理也很有彈性，除了會將先前的作品改編作為現用，有時也延用過去的器樂成果，晚年時則將優秀的清唱劇樂章編進彌撒曲中。

### 受難曲及神劇
巴赫的受難曲與神劇是依「德式清唱劇」的架構和基本元素延伸而來，這種較為本土的配置異於同時代的其他作曲家。根據巴赫的訃聞，巴赫共寫有五部受難曲，但只有《約翰受難曲》和《馬太受難曲》完整流傳至今，《馬可受難曲》只留下文本，《路加受難曲》則被認為是由巴赫改編他人作品而來。至於巴赫留下名為「神劇」的作品只有三部：《聖誕神劇》、《復活節神劇》及《升天節神劇》。
《馬太受難曲》（BWV 244）與《約翰受難曲》（BWV 245）不僅是巴赫本人，也是受難曲形式中最具代表性的作品。兩者主要的不同點在於宣敘調的使用，《馬太受難曲》的宣敘調分為角色式（講述劇情）與抒情式，前者僅以數字低音伴奏（乾燥宣敘調, recitativo secco），後者卻用了弦樂團（助奏宣敘調, recitativo accompagnato）；而《約翰受難曲》則只以少量詠敘調作抒情之用。兩部受難曲皆按德國傳統插入大量的聖詠，在宣敘調描述劇情中，有時也會插入眾人應答的合唱。兩作尤以《馬太受難曲》的編制和結構特別龐大，除了演奏時間長達近三個小時，也配置了管弦樂團及合唱團各兩組。從音樂表情而言，《約翰受難曲》較富戲劇性與鋪張，《馬太受難曲》則較有抒情意味，是巴赫使用的歌詞及其配合的故事情節所導致。
《聖誕神劇》（BWV 248）是巴赫最負盛名也最龐大的神劇作品，由六首清唱劇串成，展現耶穌誕生的故事結構，而各部分供聖誕節至主顯節間的日子演出。但此作並非原創，許多樂曲是取自先前為奧古斯特家族成員所作的世俗清唱劇（BWV 213-215）。《聖誕神劇》是三部神劇中時長最接近正常神劇的一部，超過兩個小時；若從六首清唱劇分別觀察其結構，合唱和聖詠插入的位置是相當自由的。《復活節神劇》（BWV 249）亦是來自先前所寫的世俗清唱劇，後重新填入教會清唱劇的歌詞；1735年修改時才被附上「神劇」之名。結構上是由序曲（Sinfonia）與慢板起頭，中間由詠歎調及宣敘調均分，最後則是合唱。

### 彌撒及其他宗教合唱作品
b小調彌撒（BWV 232）堪稱音樂史上最偉大而知名的彌撒曲，也是宗教音樂發展的一個頂點，同時是巴赫聲樂作品的集大成者。本作是巴赫唯一為天主教傳統結構的彌撒而譜寫的彌撒曲，內容龐大充實，探討了獨唱、重唱、合唱與管弦樂搭配的各種可能性。全作在1749年組合完成，但其各部分的創作橫亙於巴赫在萊比錫的大部分時光；整體以1733年的〈垂憐經〉與〈光榮頌〉為核心，在其後接續自作及過往清唱劇片段的編曲。巴赫也寫有四闋短彌撒（BWV 233-236），作於1738年－1739年，這種彌撒曲只採用了傳統結構的〈垂憐經〉與〈光榮頌〉，並為路德教會所使用。短彌撒大部分樂曲都是取自巴赫的教會清唱劇，這種做法和b小調彌撒類似，可以被看作是巴赫有意整理並總結自己一生宗教聲樂作品的成就。
「聖母讚主曲」（Magnificat）是基督教禮拜音樂的其中一種形式，歌詞來自路加福音，許多作曲家曾為其譜曲，巴赫的聖母讚主曲（BWV 243）是這之中最知名的作品，也是巴赫第一部大型的拉丁文本聖樂作品，以管弦樂團配合各種聲樂形式，包含合唱、獨唱、二重唱及三重唱，其結構配置也較清唱劇自由，是以合唱穿插於樂章之間。巴赫在萊比錫前期也為各種場合創作經文歌，確有流傳後世者即是其六首經文歌（BWV 225-230）。同經文歌的常態一般，此一系列的作品有著相當自由的結構與合唱團編制，惟器樂部分僅由數字低音作跟隨伴奏。

## 聲譽與影响

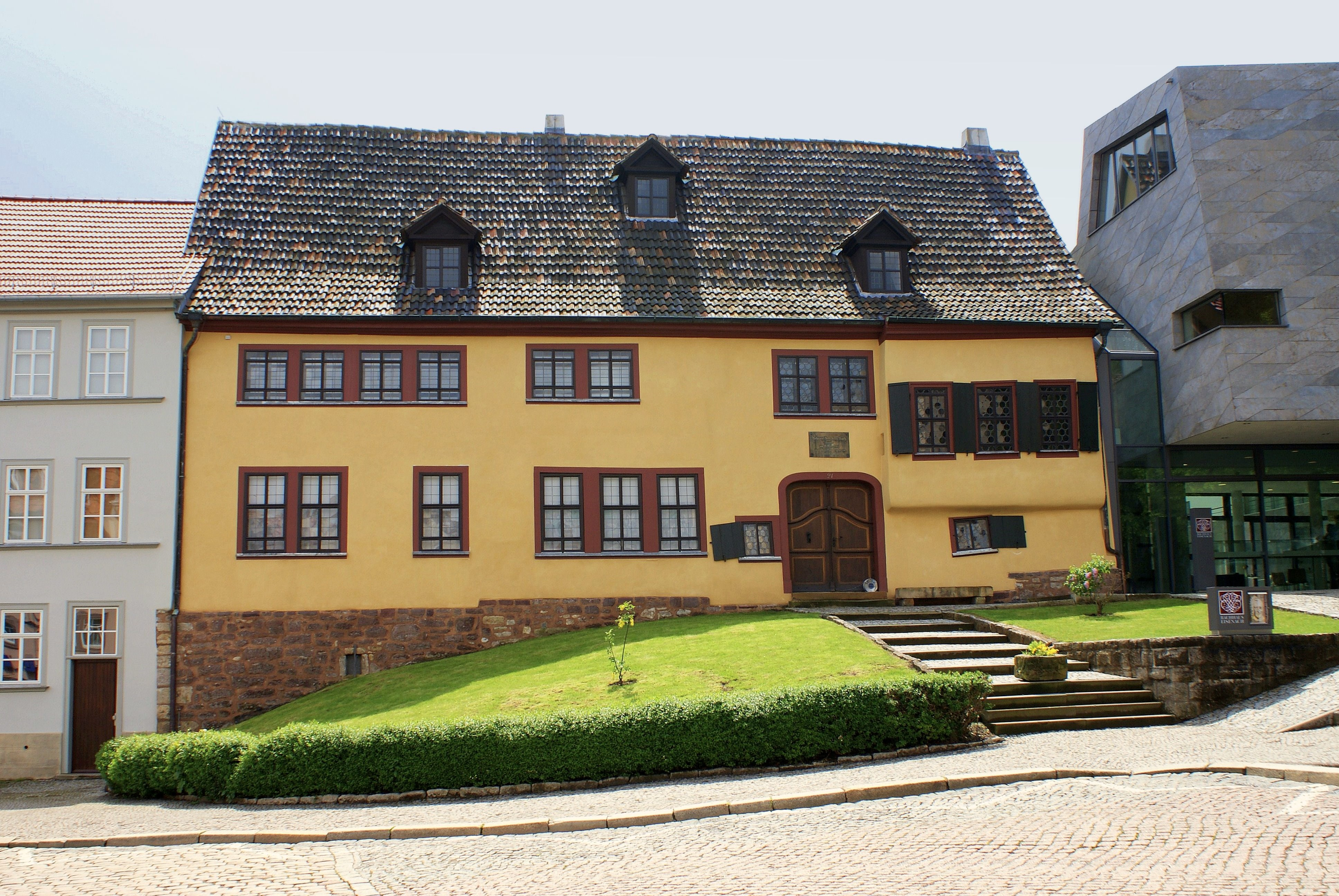
艾森納赫的巴赫之家，現作為巴赫博物館

在整個18世紀，欣賞巴赫音樂的對象多只侷限在音樂造詣較高的行家之中。到了19世紀，隨著巴赫第一本個人傳記的出版，以及孟德爾頌與其前輩引發後續的「復興巴赫」運動，終至19世紀後半舊巴赫協會對巴赫全作品的出版，這些作為都大大提升了巴赫在當時代的聲譽。20世紀後，巴赫的音樂被更廣泛的演出或錄音，以及應用在各種傳播媒體上；新巴赫協會將對作曲家的深入研究作成刊物並出版；這樣的風潮帶動巴洛克式配器的研究與其演出上的實現。而在21世紀，巴赫的音樂資源及研究成果透過網路，使普羅大眾得以更容易的接近。

### 18世紀
巴赫在世時，其聲譽與韓德爾、泰勒曼此等大家相當，相對於巴赫在萊比錫工作上的窒礙，他在歐陸其他地區有著相當的知名度，這體現在他與奧古斯特三世、腓特烈大帝和凱澤林伯爵（《郭德堡變奏曲》出資者）等人的往來上。在巴赫的晚年則開始有了針對其複雜風格的論戰。
巴赫死後其聲譽便很快的下降，他的作品相較於新興的嘉蘭特風格被視為是過時的。在當時巴赫為人所知的音樂多限於其在世時出版的作品，因此他身為作曲家的重要性是建立在那些鍵盤樂曲及其教育價值上，而巴赫作為管風琴家與音樂教育者的名聲卻更甚於作曲家這個身分。

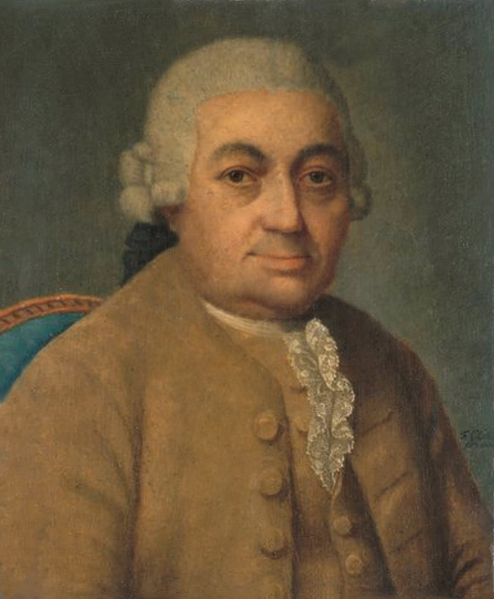
C.P.E. 巴赫，古典早期風格的奠基人，也是其父親作品與事蹟的保存者

巴赫的兒子們，繼承了他大量的手稿，但不全然是保存它們。C.P.E. 巴赫就致力於維護其父親的音樂遺產，包括編撰老巴赫的訃聞、出版其聖詠作品及保存其先前未出版的作品。W.F. 巴赫曾在哈雷上演過幾齣老巴赫的清唱劇，但在其失業後卻變賣了其父的部份作品。巴赫的學生們則宣傳了其音樂遺產。早期的巴赫愛好者不全然是音樂家，像是普魯士官員伊齊格，但他的女兒莎拉（Sara Itzig Levy）是W.F. 巴赫的學生，也是巴赫作品的熱心收藏者，並且是C.P.E. 巴赫的贊助人。
在萊比錫，巴赫教會音樂的演出被侷限於他的經文歌及部份受難曲。此時產生了一群新生代的巴赫愛好者，他們努力的收集、複製巴赫的音樂，其中包含一些大規模作品，他們甚至私下演出了b小調彌撒。這個團體的貢獻在於將巴赫的音樂遺產傳承給維也納三傑：海頓就擁有《平均律鍵盤曲集》與b小調彌撒的手稿副本，並受其影響。莫札特初至維也納時便已逐步研究巴洛克時期的音樂作品，甚至改編了巴赫許多的賦格曲（K. 404a, 405），啟發他後來寫作複調音樂的興趣；1789年莫札特途經萊比錫時欣賞了巴赫的經文歌, BWV 225，更是讚歎不已。貝多芬在11歲時便登台演奏了《平均律鍵盤曲集》，後來還讚其為「和聲的先驅」。
1791年，法舒（Carl Friedrich Christian Fasch）在柏林創辦了「柏林聲樂學院」，該團體致力於巴赫及其他巴洛克作曲家作品的研究和推廣。1800年後學院由澤爾特領導。

### 19世紀
1802年，福克爾出版了《巴赫：其生平、藝術與作品》，也就是巴赫的第一本個人傳記，有助於提升大眾對巴赫的瞭解。1805年，孟德爾頌的父親亞伯拉罕（Abraham Mendelssohn）購買了大量的巴赫作品手稿（間接來自C.P.E. 巴赫），並將其捐贈給柏林聲樂學院，此舉有效的保存了巴赫的音樂。
1800年代，巴赫的音樂得到了第一波顯著的出版：包括聖詠前奏曲、夾帶《平均律鍵盤曲集》的許多大鍵琴作品（1801年）、經文歌（1802年－1803年），之後伴隨著《聖母讚主曲》的早期版本和A大調短彌撒，以及清唱劇, BWV 80。

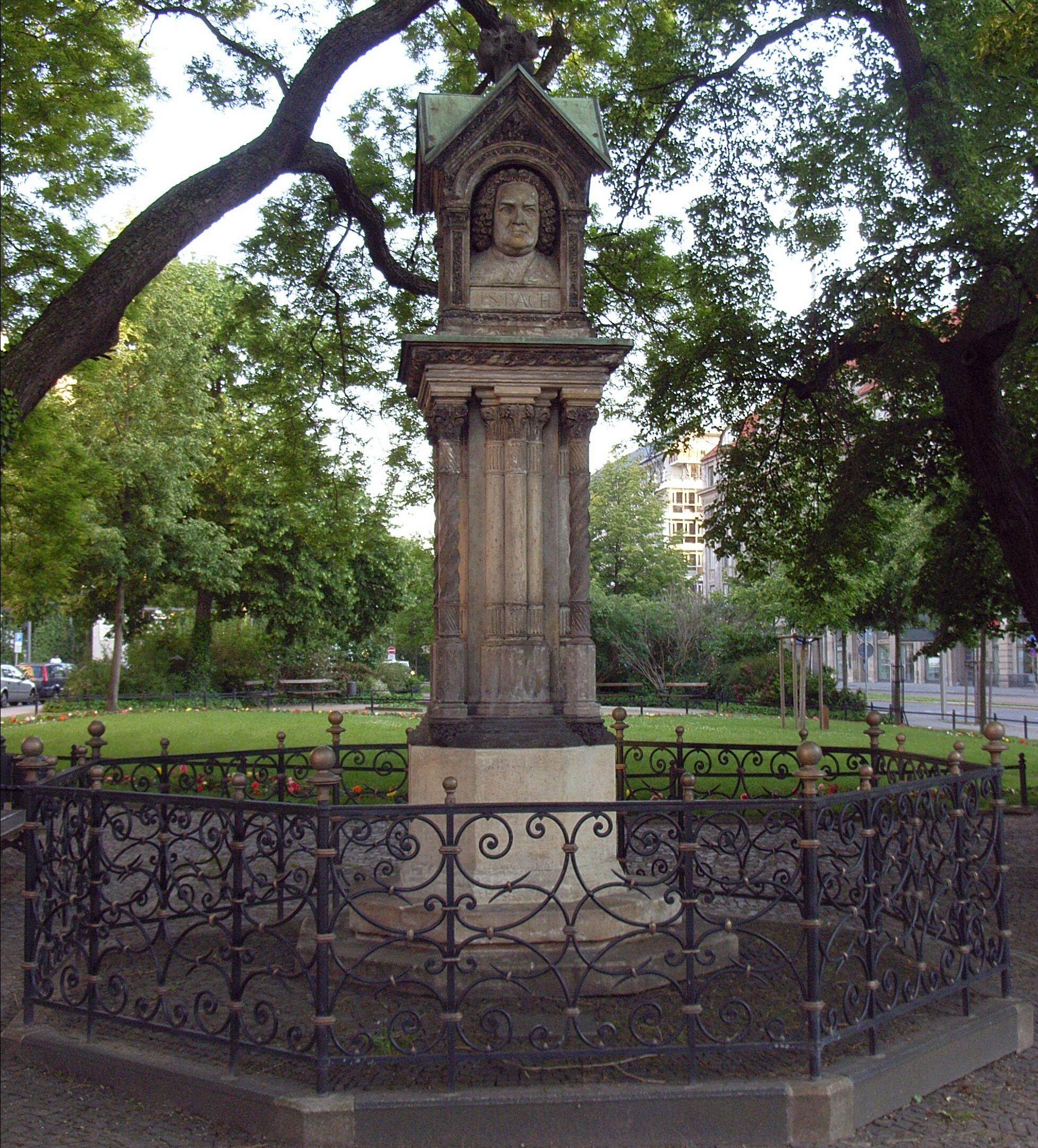
孟德爾頌在1843年為巴赫樹立的紀念碑，位於萊比錫

巴赫的音樂開始影響下一代的早期浪漫主義作曲家。1822年，13歲的孟德爾頌配置了他的第一部聖母讚主曲，明顯是受到巴赫的啟發；他還在1829年上演了巴赫的《馬太受難曲》，此舉引發了世人對巴赫音樂的興趣，同時被視為「復興巴赫」最重要的里程碑。1833年，《約翰受難曲》得到了19世紀以來的首度公演，b小調彌撒則在1844年。上述作品及一些清唱劇在1830至40年代被首次出版，1833年還出版了一系列巴赫的管風琴曲，巴赫與其音樂在印刷媒體上也被更多的報導。蕭邦在1835年創作的24首前奏曲就是受到《平均律鍵盤曲集》的啟發；舒曼則在1845年出版了《為B-A-C-H動機的六首賦格》。巴赫的音樂被一些作曲家轉用或改編為符合當代的風格，這些人包含澤爾特、李斯特等等，或像古諾的《聖母頌》那樣與新作的音樂結合。而布拉姆斯、布魯克納及華格納等人亦推崇巴赫的音樂。
1850年，舊巴赫協會成立，其宗旨是促進巴赫音樂的廣揚，在整個19世紀後期，舊巴赫協會對巴赫作品作了全面性的出版——「舊巴赫全集」。1873年，音樂史家斯皮塔出版了《約翰·塞巴斯蒂安·巴赫》，此作是當時有關巴赫生平及音樂的權威論述。而在1860年代時，巴赫已與貝多芬、布拉姆斯並稱為「德國3B」，也就是德國音樂史上作為三大時期之中堅的三位作曲家。整個19世紀出版了約200本有關巴赫的著作。到了世紀末，許多城市都創立了自己的巴赫研究協會，巴赫的作品也常在許多主要的音樂中心被演出。
經過這個世紀，巴赫被視為德國的民族象徵之一，並被看作是宗教音樂與巴洛克音樂復興的標竿。此時，巴赫已被認為是最偉大的作曲家之一，其器樂和聲樂作品皆受到重視。

### 20世紀以後
對巴赫作品之音樂及教育價值的發掘，在20世紀仍持續進行，並且因著錄音與通訊技術逐漸進步，其音樂更加普及於各種傳媒，諸如唱片、電影裡。1930年代，大提琴家卡薩爾斯錄製了巴赫的無伴奏大提琴組曲並推廣之，此前這套作品較不為人所知；鋼琴家蘭朵夫斯卡在1933年錄製了《郭德堡變奏曲》，這是此作的首度錄製。繼起的音樂家們也跟隨這股風潮，例如卡爾·李希特、顧爾德與席夫等人皆是詮釋巴赫音樂的好手。
不只如此，巴赫的音樂也影響了其他風格或種類的音樂。浪漫後期作曲家布梭尼將巴赫許多的鍵盤作品改編成鋼琴曲；一些爵士歌手和團體採用了巴赫的音樂，或者以爵士風格重新詮釋之；巴赫的作品也被電子音樂以及迪士尼公司的《幻想曲》應用。20世紀的古典樂作曲家也參考巴赫作品的形式來創作，例如伊薩伊的六首無伴奏小提琴奏鳴曲；蕭士塔高維奇的24首前奏曲與賦格。
論述巴赫的出版品在20世紀變得更加豐富。新巴赫協會自1904年開始出版《巴赫年刊》；更多關於作曲家的研究及傳記相繼出現，這些研究權威包括史懷哲、沃夫（Christoph Wolff）等等。1950年，史密德首版了「巴哈作品目錄」（BWV）；隨後巴赫檔案館與巴赫學會合作出版了「新巴赫全集」，以因應舊版本的缺失。普立茲獎得主侯世達所寫的《哥德爾、埃舍爾、巴赫》則將巴赫的音樂與其他學問的連結作了精闢的分析。
在20世紀後期，「復古風格演奏」的想法有了發展動力，指揮家哈農庫特就是實踐這種演奏方式的先行者，他與古斯塔夫·萊昂哈特合作並錄製了巴赫清唱劇全集。他不僅將樂團縮編成傳統的巴洛克式樂團，所用樂器（例如大鍵琴）和演奏風格都盡量仿古，其意在於忠實呈現作曲家想要的效果。其後復古演奏的名家還有加德納與庫普曼。
在中文領域，七〇年代由全音出版社所發行《全音音樂文摘》的系列譯文，可見日本學者如海老澤敏、門馬直美等，將巴赫稱為「音樂之父」。這個稱法可能是出於推廣與易於理解的緣故，然而所謂「音樂之父」的看法有其侷限，也尚未在相關領域被廣泛接受。

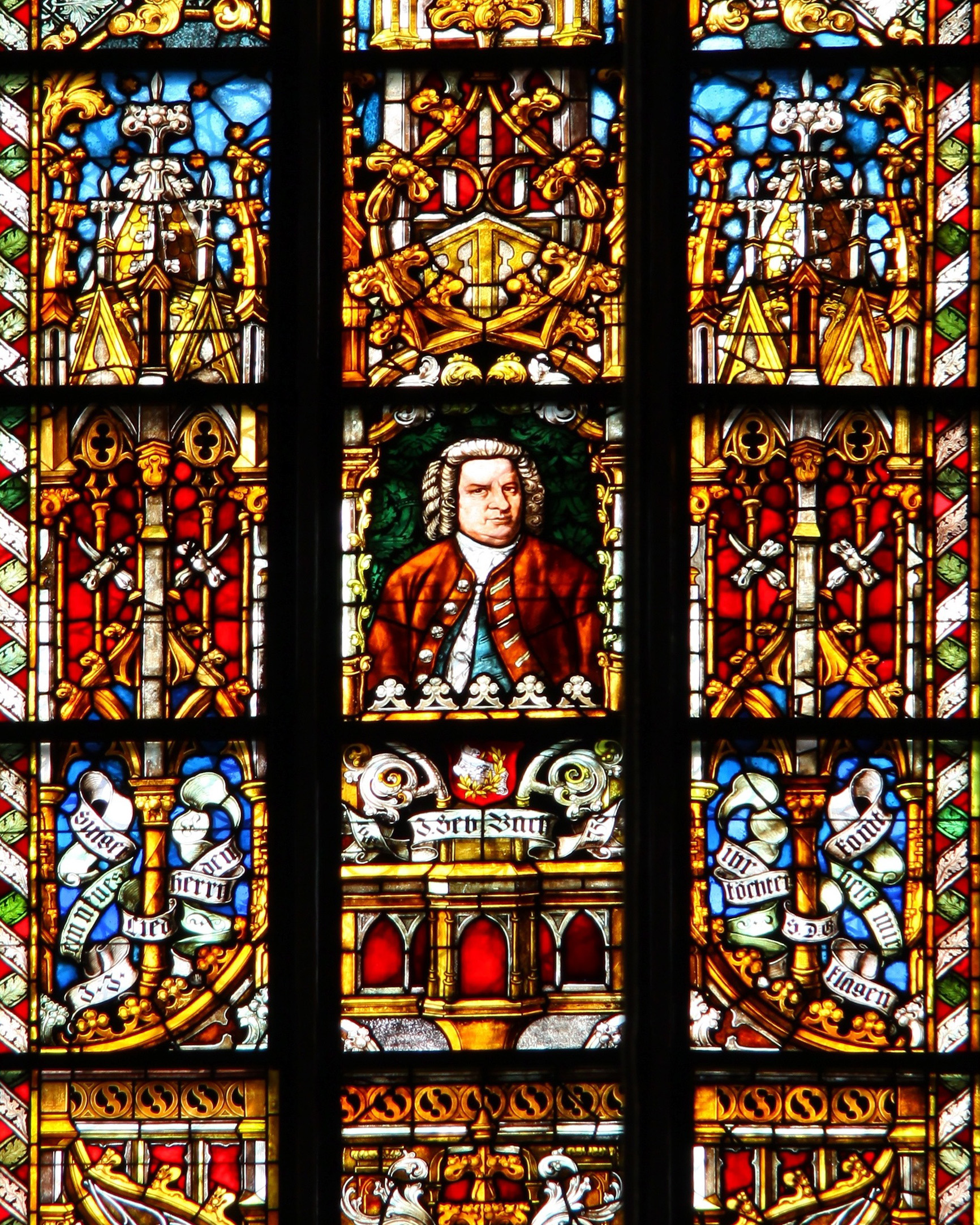
聖多瑪斯教堂紀念巴哈的花窗玻璃

巴赫的音樂在「航海家金唱片」裡出現的次數比任何一位作曲家都多，一共三次，包含了《第二號布蘭登堡協奏曲》的第一樂章、第三號無伴奏小提琴組曲的嘉禾舞曲、《平均律鍵盤曲集》第二本的第一號前奏曲與賦格等，足見巴赫在音樂領域的代表性。為了向作曲家致敬，許多地方樹立了巴赫的雕像、建立屬於他的博物館；樂團、甚至街道都不乏以「巴赫」命名者。「巴赫音樂節」在各大洲皆有舉辦；而一些音樂比賽與獎項也是為紀念作曲家而產生，例如「國際巴赫大賽」、「皇家音樂學院巴赫獎」等等。
本世紀，隨著網路的應用，巴赫的樂譜、作品資料從專家的領域中解放出來，例如國際樂譜典藏計畫與「巴赫數位」（Bach Digital）這樣的網路資料庫。2019年3月21日-22日，Google更改了首頁的Google doodle，以紀念巴赫的冥誕，並加入人工智慧，令系統學習巴赫四聲部聖詠的和聲配置方法；使用者自行創作旋律後，系統即自動為其配上和聲。

### 新教教會
為了紀念巴赫對教會音樂作出的巨大贡献，聖公會與路德宗皆在聖人曆中追奉巴赫，以其忌辰7月28日為瞻禮日。

## 錄音推薦
- Isserlis, Steven. . London: Hyperion. 2007. 67541/2. 2007年留声机奖.

## 參看
- 巴哈作品目錄
- 「BACH」動機